# Lista de asteroides (161001-162000)
Esta é uma lista parcial de asteroides, do asteroide número 161001 até o 162000, inclusive. Veja também o índice com todas as listas disponíveis.

| Objeto Próximos à Terra | Cinturão de asteroides (interno) | Cinturão de asteroides (externo) | Centauro       |
| Cruzador de Marte       | Cinturão de asteroides (meio)    | Troianos de Júpiter              | Transnetuniano |

Veja mais dados de cada asteroide na ligação externa para o Minor Planet Center na última coluna.
Índice: 161001... 161101... 161201... 161301... 161401... 161501... 161601... 161701... 161801... 161901... 

## 161001–161100
| Designação      | Designação | Descoberta  | Descoberta       | Descobridor(es)              | Categoria | Mais informações / Referência |
| Permanente      | Provisória | Data        | Local            | Descobridor(es)              | Categoria | Mais informações / Referência |
| --------------- | ---------- | ----------- | ---------------- | ---------------------------- | --------- | ----------------------------- |
| 161001          | 2002 CG310 | 6 fev 2002  | Palomar          | NEAT                         | —         | MPC                           |
| 161002          | 2002 CQ314 | 11 fev 2002 | Socorro          | LINEAR                       | —         | MPC                           |
| 161003          | 2002 DA2   | 19 fev 2002 | Socorro          | LINEAR                       | Vesta     | MPC                           |
| 161004          | 2002 DV3   | 19 fev 2002 | Socorro          | LINEAR                       | Juno      | MPC                           |
| 161005          | 2002 DV19  | 16 fev 2002 | Palomar          | NEAT                         | —         | MPC                           |
| 161006          | 2002 EV2   | 10 mar 2002 | Fountain Hills   | C. W. Juels, P. R. Holvorcem | —         | MPC                           |
| 161007          | 2002 EL32  | 10 mar 2002 | Haleakalā        | NEAT                         | Mitidika  | MPC                           |
| 161008          | 2002 EO40  | 9 mar 2002  | Socorro          | LINEAR                       | —         | MPC                           |
| 161009          | 2002 EP41  | 12 mar 2002 | Socorro          | LINEAR                       | —         | MPC                           |
| 161010          | 2002 EK46  | 11 mar 2002 | Palomar          | NEAT                         | —         | MPC                           |
| 161011          | 2002 EU47  | 12 mar 2002 | Palomar          | NEAT                         | —         | MPC                           |
| 161012          | 2002 EK65  | 13 mar 2002 | Socorro          | LINEAR                       | —         | MPC                           |
| 161013          | 2002 EF74  | 13 mar 2002 | Socorro          | LINEAR                       | —         | MPC                           |
| 161014          | 2002 ES80  | 13 mar 2002 | Palomar          | NEAT                         | —         | MPC                           |
| 161015          | 2002 EY86  | 9 mar 2002  | Socorro          | LINEAR                       | —         | MPC                           |
| 161016          | 2002 EG92  | 13 mar 2002 | Socorro          | LINEAR                       | —         | MPC                           |
| 161017          | 2002 EP106 | 9 mar 2002  | Anderson Mesa    | LONEOS                       | Vesta     | MPC                           |
| 161018          | 2002 EU107 | 10 mar 2002 | Haleakalā        | NEAT                         | Vesta     | MPC                           |
| 161019          | 2002 EM115 | 10 mar 2002 | Haleakala        | NEAT                         | —         | MPC                           |
| 161020          | 2002 EK158 | 5 mar 2002  | Apache Point     | SDSS                         | Vesta     | MPC                           |
| 161021          | 2002 EC161 | 10 mar 2002 | Bohyunsan        | Bohyunsan Obs.               | —         | MPC                           |
| 161022          | 2002 EP161 | 14 mar 2002 | Palomar          | NEAT                         | —         | MPC                           |
| 161023          | 2002 FL2   | 19 mar 2002 | Desert Eagle     | W. K. Y. Yeung               | —         | MPC                           |
| 161024          | 2002 FM7   | 23 mar 2002 | Uccle            | T. Pauwels                   | Vesta     | MPC                           |
| 161025          | 2002 FP11  | 16 mar 2002 | Socorro          | LINEAR                       | —         | MPC                           |
| 161026          | 2002 FP32  | 21 mar 2002 | Palomar          | NEAT                         | —         | MPC                           |
| 161027          | 2002 FM38  | 30 mar 2002 | Palomar          | NEAT                         | Vesta     | MPC                           |
| 161028          | 2002 GS7   | 14 abr 2002 | Desert Eagle     | W. K. Y. Yeung               | Brangane  | MPC                           |
| 161029          | 2002 GJ42  | 4 abr 2002  | Palomar          | NEAT                         | —         | MPC                           |
| 161030          | 2002 GR62  | 8 abr 2002  | Palomar          | NEAT                         | —         | MPC                           |
| 161031          | 2002 GA65  | 8 abr 2002  | Palomar          | NEAT                         | —         | MPC                           |
| 161032          | 2002 GP65  | 8 abr 2002  | Palomar          | NEAT                         | —         | MPC                           |
| 161033          | 2002 GW84  | 10 abr 2002 | Socorro          | LINEAR                       | —         | MPC                           |
| 161034          | 2002 GT93  | 9 abr 2002  | Socorro          | LINEAR                       | —         | MPC                           |
| 161035          | 2002 GH95  | 9 abr 2002  | Socorro          | LINEAR                       | —         | MPC                           |
| 161036          | 2002 GL101 | 10 abr 2002 | Socorro          | LINEAR                       | —         | MPC                           |
| 161037          | 2002 GV104 | 10 abr 2002 | Socorro          | LINEAR                       | —         | MPC                           |
| 161038          | 2002 GJ109 | 11 abr 2002 | Anderson Mesa    | LONEOS                       | —         | MPC                           |
| 161039          | 2002 GY126 | 12 abr 2002 | Palomar          | NEAT                         | —         | MPC                           |
| 161040          | 2002 GQ155 | 13 abr 2002 | Palomar          | NEAT                         | —         | MPC                           |
| 161041          | 2002 GQ159 | 14 abr 2002 | Socorro          | LINEAR                       | —         | MPC                           |
| 161042          | 2002 GO162 | 14 abr 2002 | Palomar          | NEAT                         | —         | MPC                           |
| 161043          | 2002 GL170 | 9 abr 2002  | Socorro          | LINEAR                       | —         | MPC                           |
| 161044          | 2002 GG181 | 8 abr 2002  | Palomar          | NEAT                         | Vesta     | MPC                           |
| 161045          | 2002 GB182 | 14 abr 2002 | Socorro          | LINEAR                       | —         | MPC                           |
| 161046          | 2002 HP3   | 16 abr 2002 | Socorro          | LINEAR                       | —         | MPC                           |
| 161047          | 2002 JK1   | 3 mai 2002  | Kitt Peak        | Spacewatch                   | —         | MPC                           |
| 161048          | 2002 JA6   | 5 mai 2002  | Palomar          | NEAT                         | —         | MPC                           |
| 161049          | 2002 JV12  | 8 mai 2002  | Desert Eagle     | W. K. Y. Yeung               | Phocaea   | MPC                           |
| 161050          | 2002 JE15  | 8 mai 2002  | Socorro          | LINEAR                       | —         | MPC                           |
| 161051          | 2002 JW24  | 8 mai 2002  | Socorro          | LINEAR                       | Phocaea   | MPC                           |
| 161052          | 2002 JA29  | 9 mai 2002  | Socorro          | LINEAR                       | —         | MPC                           |
| 161053          | 2002 JO32  | 9 mai 2002  | Socorro          | LINEAR                       | —         | MPC                           |
| 161054          | 2002 JD44  | 9 mai 2002  | Socorro          | LINEAR                       | —         | MPC                           |
| 161055          | 2002 JV46  | 9 mai 2002  | Socorro          | LINEAR                       | —         | MPC                           |
| 161056          | 2002 JG53  | 9 mai 2002  | Socorro          | LINEAR                       | —         | MPC                           |
| 161057          | 2002 JL74  | 9 mai 2002  | Socorro          | LINEAR                       | —         | MPC                           |
| 161058          | 2002 JK78  | 11 mai 2002 | Socorro          | LINEAR                       | —         | MPC                           |
| 161059          | 2002 JE83  | 11 mai 2002 | Socorro          | LINEAR                       | —         | MPC                           |
| 161060          | 2002 JZ85  | 11 mai 2002 | Socorro          | LINEAR                       | —         | MPC                           |
| 161061          | 2002 JN99  | 13 mai 2002 | Palomar          | NEAT                         | Phocaea   | MPC                           |
| 161062          | 2002 JY102 | 9 mai 2002  | Socorro          | LINEAR                       | —         | MPC                           |
| 161063          | 2002 JJ106 | 15 mai 2002 | Socorro          | LINEAR                       | —         | MPC                           |
| 161064          | 2002 JJ107 | 11 mai 2002 | Palomar          | NEAT                         | Phocaea   | MPC                           |
| 161065          | 2002 JR143 | 13 mai 2002 | Palomar          | NEAT                         | —         | MPC                           |
| 161066          | 2002 KB2   | 16 mai 2002 | Socorro          | LINEAR                       | —         | MPC                           |
| 161067          | 2002 KE9   | 29 mai 2002 | Haleakalā        | NEAT                         | Phocaea   | MPC                           |
| 161068          | 2002 KY11  | 17 mai 2002 | Palomar          | NEAT                         | —         | MPC                           |
| 161069          | 2002 LG8   | 5 jun 2002  | Socorro          | LINEAR                       | —         | MPC                           |
| 161070          | 2002 LU14  | 6 jun 2002  | Socorro          | LINEAR                       | —         | MPC                           |
| 161071          | 2002 LC25  | 2 jun 2002  | Palomar          | NEAT                         | —         | MPC                           |
| 161072          | 2002 LQ28  | 9 jun 2002  | Socorro          | LINEAR                       | Koronis   | MPC                           |
| 161073          | 2002 LH35  | 12 jun 2002 | Fountain Hills   | C. W. Juels, P. R. Holvorcem | —         | MPC                           |
| 161074          | 2002 LR37  | 12 jun 2002 | Socorro          | LINEAR                       | —         | MPC                           |
| 161075          | 2002 LR38  | 6 jun 2002  | Kitt Peak        | Spacewatch                   | —         | MPC                           |
| 161076          | 2002 LY40  | 10 jun 2002 | Socorro          | LINEAR                       | —         | MPC                           |
| 161077          | 2002 LB43  | 10 jun 2002 | Socorro          | LINEAR                       | —         | MPC                           |
| 161078          | 2002 LE57  | 10 jun 2002 | Palomar          | NEAT                         | —         | MPC                           |
| 161079          | 2002 LP61  | 14 jun 2002 | Palomar          | NEAT                         | —         | MPC                           |
| 161080          | 2002 MC1   | 19 jun 2002 | Campo Imperatore | CINEOS                       | —         | MPC                           |
| 161081          | 2002 NR2   | 5 jul 2002  | Socorro          | LINEAR                       | —         | MPC                           |
| 161082          | 2002 NS8   | 1 jul 2002  | Palomar          | NEAT                         | —         | MPC                           |
| 161083          | 2002 NU23  | 9 jul 2002  | Socorro          | LINEAR                       | Eos       | MPC                           |
| 161084          | 2002 NM64  | 2 jul 2002  | Palomar          | NEAT                         | —         | MPC                           |
| 161085          | 2002 OR3   | 17 jul 2002 | Socorro          | LINEAR                       | —         | MPC                           |
| 161086          | 2002 OZ3   | 17 jul 2002 | Socorro          | LINEAR                       | —         | MPC                           |
| 161087          | 2002 OS8   | 19 jul 2002 | Palomar          | NEAT                         | —         | MPC                           |
| 161088          | 2002 OJ10  | 21 jul 2002 | Palomar          | NEAT                         | —         | MPC                           |
| 161089          | 2002 OY10  | 22 jul 2002 | Palomar          | NEAT                         | —         | MPC                           |
| 161090          | 2002 ON13  | 18 jul 2002 | Socorro          | LINEAR                       | —         | MPC                           |
| 161091          | 2002 OR14  | 18 jul 2002 | Socorro          | LINEAR                       | —         | MPC                           |
| 161092 Zsigmond | 2002 OL28  | 29 jul 2002 | Palomar          | K. Sárneczky                 | —         | MPC                           |
| 161093          | 2002 PH44  | 5 ago 2002  | Socorro          | LINEAR                       | —         | MPC                           |
| 161094          | 2002 PS45  | 9 ago 2002  | Socorro          | LINEAR                       | —         | MPC                           |
| 161095          | 2002 PL56  | 9 ago 2002  | Socorro          | LINEAR                       | —         | MPC                           |
| 161096          | 2002 PP92  | 14 ago 2002 | Socorro          | LINEAR                       | —         | MPC                           |
| 161097          | 2002 PP111 | 14 ago 2002 | Socorro          | LINEAR                       | —         | MPC                           |
| 161098          | 2002 PS118 | 13 ago 2002 | Anderson Mesa    | LONEOS                       | —         | MPC                           |
| 161099          | 2002 PN124 | 13 ago 2002 | Anderson Mesa    | LONEOS                       | —         | MPC                           |
| 161100          | 2002 PQ124 | 13 ago 2002 | Anderson Mesa    | LONEOS                       | —         | MPC                           |

## 161101–161200
| Designação | Designação | Descoberta  | Descoberta       | Descobridor(es) | Categoria | Mais informações / Referência |
| Permanente | Provisória | Data        | Local            | Descobridor(es) | Categoria | Mais informações / Referência |
| ---------- | ---------- | ----------- | ---------------- | --------------- | --------- | ----------------------------- |
| 161101     | 2002 PL154 | 9 ago 2002  | Socorro          | LINEAR          | —         | MPC                           |
| 161102     | 2002 PU165 | 8 ago 2002  | Palomar          | A. Lowe         | —         | MPC                           |
| 161103     | 2002 PT169 | 8 ago 2002  | Palomar          | NEAT            | —         | MPC                           |
| 161104     | 2002 PF174 | 8 ago 2002  | Palomar          | NEAT            | —         | MPC                           |
| 161105     | 2002 QS7   | 16 ago 2002 | Palomar          | NEAT            | Brangane  | MPC                           |
| 161106     | 2002 QK14  | 26 ago 2002 | Palomar          | NEAT            | —         | MPC                           |
| 161107     | 2002 QR16  | 27 ago 2002 | Palomar          | NEAT            | —         | MPC                           |
| 161108     | 2002 QT27  | 28 ago 2002 | Palomar          | NEAT            | —         | MPC                           |
| 161109     | 2002 QA46  | 29 ago 2002 | Palomar          | NEAT            | —         | MPC                           |
| 161110     | 2002 QA54  | 29 ago 2002 | Palomar          | S. F. Hönig     | —         | MPC                           |
| 161111     | 2002 QS56  | 29 ago 2002 | Palomar          | S. F. Hönig     | —         | MPC                           |
| 161112     | 2002 QX57  | 29 ago 2002 | Palomar          | S. F. Hönig     | —         | MPC                           |
| 161113     | 2002 QX98  | 26 ago 2002 | Palomar          | NEAT            | —         | MPC                           |
| 161114     | 2002 RC2   | 4 set 2002  | Anderson Mesa    | LONEOS          | —         | MPC                           |
| 161115     | 2002 RL2   | 4 set 2002  | Anderson Mesa    | LONEOS          | —         | MPC                           |
| 161116     | 2002 RL5   | 3 set 2002  | Palomar          | NEAT            | —         | MPC                           |
| 161117     | 2002 RO13  | 4 set 2002  | Anderson Mesa    | LONEOS          | —         | MPC                           |
| 161118     | 2002 RB17  | 4 set 2002  | Anderson Mesa    | LONEOS          | —         | MPC                           |
| 161119     | 2002 RK17  | 4 set 2002  | Anderson Mesa    | LONEOS          | —         | MPC                           |
| 161120     | 2002 RH18  | 4 set 2002  | Anderson Mesa    | LONEOS          | —         | MPC                           |
| 161121     | 2002 RZ18  | 4 set 2002  | Anderson Mesa    | LONEOS          | —         | MPC                           |
| 161122     | 2002 RH21  | 4 set 2002  | Anderson Mesa    | LONEOS          | —         | MPC                           |
| 161123     | 2002 RA37  | 5 set 2002  | Anderson Mesa    | LONEOS          | —         | MPC                           |
| 161124     | 2002 RH44  | 5 set 2002  | Socorro          | LINEAR          | —         | MPC                           |
| 161125     | 2002 RY58  | 5 set 2002  | Anderson Mesa    | LONEOS          | —         | MPC                           |
| 161126     | 2002 RH61  | 5 set 2002  | Socorro          | LINEAR          | —         | MPC                           |
| 161127     | 2002 RW68  | 4 set 2002  | Anderson Mesa    | LONEOS          | Brangane  | MPC                           |
| 161128     | 2002 RG77  | 5 set 2002  | Socorro          | LINEAR          | —         | MPC                           |
| 161129     | 2002 RG80  | 5 set 2002  | Socorro          | LINEAR          | —         | MPC                           |
| 161130     | 2002 RL82  | 5 set 2002  | Socorro          | LINEAR          | —         | MPC                           |
| 161131     | 2002 RR87  | 5 set 2002  | Socorro          | LINEAR          | —         | MPC                           |
| 161132     | 2002 RK96  | 5 set 2002  | Socorro          | LINEAR          | —         | MPC                           |
| 161133     | 2002 RR108 | 5 set 2002  | Haleakalā        | NEAT            | —         | MPC                           |
| 161134     | 2002 RJ111 | 6 set 2002  | Socorro          | LINEAR          | —         | MPC                           |
| 161135     | 2002 RB116 | 6 set 2002  | Socorro          | LINEAR          | —         | MPC                           |
| 161136     | 2002 RT117 | 1 set 2002  | Kvistaberg       | UDAS            | —         | MPC                           |
| 161137     | 2002 RN136 | 11 set 2002 | Haleakalā        | NEAT            | Brangane  | MPC                           |
| 161138     | 2002 RD138 | 13 set 2002 | Socorro          | LINEAR          | —         | MPC                           |
| 161139     | 2002 RJ150 | 11 set 2002 | Haleakalā        | NEAT            | —         | MPC                           |
| 161140     | 2002 RA152 | 12 set 2002 | Palomar          | NEAT            | —         | MPC                           |
| 161141     | 2002 RD152 | 12 set 2002 | Palomar          | NEAT            | —         | MPC                           |
| 161142     | 2002 RG152 | 12 set 2002 | Palomar          | NEAT            | —         | MPC                           |
| 161143     | 2002 RR161 | 12 set 2002 | Palomar          | NEAT            | —         | MPC                           |
| 161144     | 2002 RL202 | 13 set 2002 | Palomar          | NEAT            | —         | MPC                           |
| 161145     | 2002 RA204 | 14 set 2002 | Palomar          | NEAT            | Brangane  | MPC                           |
| 161146     | 2002 RH245 | 15 set 2002 | Palomar          | NEAT            | —         | MPC                           |
| 161147     | 2002 RW254 | 14 set 2002 | Palomar          | NEAT            | —         | MPC                           |
| 161148     | 2002 SN15  | 27 set 2002 | Palomar          | NEAT            | —         | MPC                           |
| 161149     | 2002 SA20  | 26 set 2002 | Palomar          | NEAT            | —         | MPC                           |
| 161150     | 2002 SL25  | 28 set 2002 | Haleakalā        | NEAT            | —         | MPC                           |
| 161151     | 2002 SH27  | 29 set 2002 | Haleakala        | NEAT            | —         | MPC                           |
| 161152     | 2002 SR28  | 27 set 2002 | Socorro          | LINEAR          | —         | MPC                           |
| 161153     | 2002 SF30  | 28 set 2002 | Haleakalā        | NEAT            | —         | MPC                           |
| 161154     | 2002 SV36  | 29 set 2002 | Kitt Peak        | Spacewatch      | —         | MPC                           |
| 161155     | 2002 SY36  | 29 set 2002 | Haleakalā        | NEAT            | —         | MPC                           |
| 161156     | 2002 SZ37  | 30 set 2002 | Drebach          | Drebach Obs.    | —         | MPC                           |
| 161157     | 2002 SJ39  | 30 set 2002 | Socorro          | LINEAR          | —         | MPC                           |
| 161158     | 2002 ST52  | 18 set 2002 | Palomar          | NEAT            | —         | MPC                           |
| 161159     | 2002 SH57  | 30 set 2002 | Haleakalā        | NEAT            | —         | MPC                           |
| 161160     | 2002 SZ66  | 30 set 2002 | Haleakala        | NEAT            | —         | MPC                           |
| 161161     | 2002 TX    | 1 out 2002  | Anderson Mesa    | LONEOS          | —         | MPC                           |
| 161162     | 2002 TH1   | 1 out 2002  | Anderson Mesa    | LONEOS          | Ursula    | MPC                           |
| 161163     | 2002 TZ1   | 1 out 2002  | Anderson Mesa    | LONEOS          | —         | MPC                           |
| 161164     | 2002 TE9   | 1 out 2002  | Anderson Mesa    | LONEOS          | —         | MPC                           |
| 161165     | 2002 TH17  | 2 out 2002  | Socorro          | LINEAR          | Brangane  | MPC                           |
| 161166     | 2002 TD24  | 2 out 2002  | Socorro          | LINEAR          | —         | MPC                           |
| 161167     | 2002 TP26  | 2 out 2002  | Socorro          | LINEAR          | —         | MPC                           |
| 161168     | 2002 TQ33  | 2 out 2002  | Socorro          | LINEAR          | —         | MPC                           |
| 161169     | 2002 TY38  | 2 out 2002  | Socorro          | LINEAR          | —         | MPC                           |
| 161170     | 2002 TX47  | 2 out 2002  | Socorro          | LINEAR          | —         | MPC                           |
| 161171     | 2002 TY52  | 2 out 2002  | Socorro          | LINEAR          | —         | MPC                           |
| 161172     | 2002 TH55  | 2 out 2002  | Haleakalā        | NEAT            | —         | MPC                           |
| 161173     | 2002 TW62  | 3 out 2002  | Campo Imperatore | CINEOS          | Ursula    | MPC                           |
| 161174     | 2002 TD68  | 7 out 2002  | Socorro          | LINEAR          | Juno      | MPC                           |
| 161175     | 2002 TX70  | 3 out 2002  | Palomar          | NEAT            | Brangane  | MPC                           |
| 161176     | 2002 TT75  | 1 out 2002  | Anderson Mesa    | LONEOS          | —         | MPC                           |
| 161177     | 2002 TS89  | 3 out 2002  | Palomar          | NEAT            | —         | MPC                           |
| 161178     | 2002 TM99  | 4 out 2002  | Palomar          | NEAT            | —         | MPC                           |
| 161179     | 2002 TQ100 | 4 out 2002  | Socorro          | LINEAR          | —         | MPC                           |
| 161180     | 2002 TO105 | 4 out 2002  | Anderson Mesa    | LONEOS          | —         | MPC                           |
| 161181     | 2002 TH110 | 2 out 2002  | Haleakalā        | NEAT            | —         | MPC                           |
| 161182     | 2002 TO120 | 3 out 2002  | Palomar          | NEAT            | —         | MPC                           |
| 161183     | 2002 TV122 | 4 out 2002  | Palomar          | NEAT            | —         | MPC                           |
| 161184     | 2002 TL126 | 4 out 2002  | Socorro          | LINEAR          | —         | MPC                           |
| 161185     | 2002 TZ127 | 4 out 2002  | Palomar          | NEAT            | Brangane  | MPC                           |
| 161186     | 2002 TW135 | 4 out 2002  | Anderson Mesa    | LONEOS          | —         | MPC                           |
| 161187     | 2002 TD139 | 4 out 2002  | Anderson Mesa    | LONEOS          | —         | MPC                           |
| 161188     | 2002 TA157 | 5 out 2002  | Palomar          | NEAT            | —         | MPC                           |
| 161189     | 2002 TU179 | 13 out 2002 | Palomar          | NEAT            | —         | MPC                           |
| 161190     | 2002 TW180 | 14 out 2002 | Socorro          | LINEAR          | —         | MPC                           |
| 161191     | 2002 TZ183 | 4 out 2002  | Socorro          | LINEAR          | Brangane  | MPC                           |
| 161192     | 2002 TN196 | 4 out 2002  | Campo Imperatore | CINEOS          | —         | MPC                           |
| 161193     | 2002 TG199 | 6 out 2002  | Socorro          | LINEAR          | —         | MPC                           |
| 161194     | 2002 TS206 | 4 out 2002  | Socorro          | LINEAR          | —         | MPC                           |
| 161195     | 2002 TS227 | 8 out 2002  | Anderson Mesa    | LONEOS          | Ursula    | MPC                           |
| 161196     | 2002 TN229 | 9 out 2002  | Socorro          | LINEAR          | —         | MPC                           |
| 161197     | 2002 TU231 | 8 out 2002  | Palomar          | NEAT            | —         | MPC                           |
| 161198     | 2002 TB237 | 6 out 2002  | Socorro          | LINEAR          | —         | MPC                           |
| 161199     | 2002 TA245 | 7 out 2002  | Haleakalā        | NEAT            | —         | MPC                           |
| 161200     | 2002 TO254 | 9 out 2002  | Anderson Mesa    | LONEOS          | —         | MPC                           |

## 161201–161300
| Designação          | Designação | Descoberta  | Descoberta       | Descobridor(es)       | Categoria | Mais informações / Referência |
| Permanente          | Provisória | Data        | Local            | Descobridor(es)       | Categoria | Mais informações / Referência |
| ------------------- | ---------- | ----------- | ---------------- | --------------------- | --------- | ----------------------------- |
| 161201              | 2002 TT254 | 9 out 2002  | Anderson Mesa    | LONEOS                | —         | MPC                           |
| 161202              | 2002 TN257 | 9 out 2002  | Socorro          | LINEAR                | Mitidika  | MPC                           |
| 161203              | 2002 TT269 | 9 out 2002  | Socorro          | LINEAR                | —         | MPC                           |
| 161204              | 2002 TK270 | 9 out 2002  | Socorro          | LINEAR                | —         | MPC                           |
| 161205              | 2002 TA271 | 9 out 2002  | Socorro          | LINEAR                | —         | MPC                           |
| 161206              | 2002 TG292 | 10 out 2002 | Socorro          | LINEAR                | —         | MPC                           |
| 161207 Lidz         | 2002 TW305 | 4 out 2002  | Apache Point     | SDSS                  | Ursula    | MPC                           |
| 161208              | 2002 UQ5   | 28 out 2002 | Palomar          | NEAT                  | —         | MPC                           |
| 161209              | 2002 UW5   | 28 out 2002 | Socorro          | LINEAR                | —         | MPC                           |
| 161210              | 2002 UG6   | 28 out 2002 | Palomar          | NEAT                  | —         | MPC                           |
| 161211              | 2002 UA7   | 28 out 2002 | Palomar          | NEAT                  | —         | MPC                           |
| 161212              | 2002 UE19  | 30 out 2002 | Haleakalā        | NEAT                  | —         | MPC                           |
| 161213              | 2002 UK31  | 30 out 2002 | Haleakala        | NEAT                  | —         | MPC                           |
| 161214              | 2002 UU47  | 31 out 2002 | Anderson Mesa    | LONEOS                | —         | MPC                           |
| 161215 Loveday      | 2002 UL66  | 30 out 2002 | Apache Point     | SDSS                  | —         | MPC                           |
| 161216              | 2002 VR6   | 1 nov 2002  | Palomar          | NEAT                  | Ursula    | MPC                           |
| 161217              | 2002 VS54  | 6 nov 2002  | Socorro          | LINEAR                | —         | MPC                           |
| 161218              | 2002 VD85  | 10 nov 2002 | Socorro          | LINEAR                | —         | MPC                           |
| 161219              | 2002 VW138 | 14 nov 2002 | Palomar          | NEAT                  | —         | MPC                           |
| 161220              | 2002 WH17  | 29 nov 2002 | Eskridge         | Farpoint Obs.         | —         | MPC                           |
| 161221              | 2002 XJ1   | 1 dez 2002  | Socorro          | LINEAR                | —         | MPC                           |
| 161222              | 2002 XO5   | 1 dez 2002  | Socorro          | LINEAR                | —         | MPC                           |
| 161223              | 2002 XG20  | 2 dez 2002  | Socorro          | LINEAR                | —         | MPC                           |
| 161224              | 2002 XP44  | 7 dez 2002  | Socorro          | LINEAR                | —         | MPC                           |
| 161225              | 2002 XN56  | 10 dez 2002 | Socorro          | LINEAR                | —         | MPC                           |
| 161226              | 2002 XC63  | 11 dez 2002 | Socorro          | LINEAR                | —         | MPC                           |
| 161227              | 2002 XO68  | 12 dez 2002 | Haleakalā        | NEAT                  | —         | MPC                           |
| 161228              | 2002 XF70  | 10 dez 2002 | Palomar          | NEAT                  | —         | MPC                           |
| 161229              | 2002 XK71  | 10 dez 2002 | Socorro          | LINEAR                | —         | MPC                           |
| 161230              | 2002 XO90  | 13 dez 2002 | Kleť             | Kleť Obs.             | —         | MPC                           |
| 161231              | 2002 XD108 | 6 dez 2002  | Socorro          | LINEAR                | —         | MPC                           |
| 161232              | 2002 YG18  | 31 dez 2002 | Socorro          | LINEAR                | —         | MPC                           |
| 161233              | 2003 AS2   | 2 jan 2003  | Socorro          | LINEAR                | Juno      | MPC                           |
| 161234              | 2003 AB9   | 3 jan 2003  | Socorro          | LINEAR                | —         | MPC                           |
| 161235              | 2003 AV14  | 2 jan 2003  | Socorro          | LINEAR                | —         | MPC                           |
| 161236              | 2003 AK29  | 4 jan 2003  | Socorro          | LINEAR                | —         | MPC                           |
| 161237              | 2003 AT36  | 7 jan 2003  | Socorro          | LINEAR                | —         | MPC                           |
| 161238              | 2003 AC65  | 7 jan 2003  | Socorro          | LINEAR                | —         | MPC                           |
| 161239              | 2003 AP69  | 8 jan 2003  | Socorro          | LINEAR                | —         | MPC                           |
| 161240              | 2003 BK9   | 26 jan 2003 | Palomar          | NEAT                  | Brangane  | MPC                           |
| 161241              | 2003 BE12  | 26 jan 2003 | Anderson Mesa    | LONEOS                | —         | MPC                           |
| 161242              | 2003 BK13  | 26 jan 2003 | Palomar          | NEAT                  | —         | MPC                           |
| 161243              | 2003 BX16  | 26 jan 2003 | Haleakalā        | NEAT                  | —         | MPC                           |
| 161244              | 2003 BP31  | 27 jan 2003 | Socorro          | LINEAR                | —         | MPC                           |
| 161245              | 2003 BH74  | 29 jan 2003 | Palomar          | NEAT                  | —         | MPC                           |
| 161246              | 2003 BJ78  | 31 jan 2003 | Socorro          | LINEAR                | —         | MPC                           |
| 161247              | 2003 BM84  | 30 jan 2003 | Anderson Mesa    | LONEOS                | —         | MPC                           |
| 161248              | 2003 CQ17  | 6 fev 2003  | Kitt Peak        | Spacewatch            | —         | MPC                           |
| 161249              | 2003 DA4   | 22 fev 2003 | Palomar          | NEAT                  | —         | MPC                           |
| 161250              | 2003 EL20  | 6 mar 2003  | Anderson Mesa    | LONEOS                | —         | MPC                           |
| 161251              | 2003 EQ23  | 6 mar 2003  | Socorro          | LINEAR                | —         | MPC                           |
| 161252              | 2003 EC28  | 6 mar 2003  | Socorro          | LINEAR                | —         | MPC                           |
| 161253              | 2003 EO37  | 8 mar 2003  | Anderson Mesa    | LONEOS                | —         | MPC                           |
| 161254              | 2003 EH41  | 9 mar 2003  | Kitt Peak        | Spacewatch            | —         | MPC                           |
| 161255              | 2003 EO47  | 9 mar 2003  | Socorro          | LINEAR                | —         | MPC                           |
| 161256              | 2003 EP53  | 9 mar 2003  | Socorro          | LINEAR                | —         | MPC                           |
| 161257              | 2003 FD2   | 23 mar 2003 | Drebach          | Drebach Obs.          | —         | MPC                           |
| 161258              | 2003 FM5   | 26 mar 2003 | Campo Imperatore | CINEOS                | —         | MPC                           |
| 161259              | 2003 FN6   | 26 mar 2003 | Kleť             | M. Tichý, M. Kočer    | —         | MPC                           |
| 161260              | 2003 FU16  | 23 mar 2003 | Kvistaberg       | UDAS                  | —         | MPC                           |
| 161261              | 2003 FS26  | 24 mar 2003 | Kitt Peak        | Spacewatch            | —         | MPC                           |
| 161262              | 2003 FQ28  | 24 mar 2003 | Haleakalā        | NEAT                  | —         | MPC                           |
| 161263              | 2003 FQ31  | 23 mar 2003 | Kitt Peak        | Spacewatch            | —         | MPC                           |
| 161264              | 2003 FQ42  | 23 mar 2003 | Kitt Peak        | Spacewatch            | —         | MPC                           |
| 161265              | 2003 FR46  | 24 mar 2003 | Kitt Peak        | Spacewatch            | —         | MPC                           |
| 161266              | 2003 FG50  | 24 mar 2003 | Haleakalā        | NEAT                  | —         | MPC                           |
| 161267              | 2003 FD54  | 25 mar 2003 | Haleakala        | NEAT                  | —         | MPC                           |
| 161268              | 2003 FJ61  | 26 mar 2003 | Palomar          | NEAT                  | —         | MPC                           |
| 161269              | 2003 FM66  | 26 mar 2003 | Palomar          | NEAT                  | —         | MPC                           |
| 161270              | 2003 FV66  | 26 mar 2003 | Palomar          | NEAT                  | —         | MPC                           |
| 161271              | 2003 FK73  | 26 mar 2003 | Haleakalā        | NEAT                  | Phocaea   | MPC                           |
| 161272              | 2003 FD83  | 27 mar 2003 | Palomar          | NEAT                  | —         | MPC                           |
| 161273              | 2003 FL83  | 27 mar 2003 | Palomar          | NEAT                  | —         | MPC                           |
| 161274              | 2003 FT84  | 28 mar 2003 | Anderson Mesa    | LONEOS                | —         | MPC                           |
| 161275              | 2003 FU99  | 31 mar 2003 | Kitt Peak        | Spacewatch            | —         | MPC                           |
| 161276              | 2003 FD107 | 30 mar 2003 | Socorro          | LINEAR                | —         | MPC                           |
| 161277              | 2003 FR117 | 25 mar 2003 | Palomar          | NEAT                  | —         | MPC                           |
| 161278 Cesarmendoza | 2003 FW128 | 24 mar 2003 | Mérida           | I. R. Ferrín, C. Leal | —         | MPC                           |
| 161279              | 2003 FB131 | 22 mar 2003 | Palomar          | NEAT                  | —         | MPC                           |
| 161280              | 2003 GP4   | 1 abr 2003  | Socorro          | LINEAR                | —         | MPC                           |
| 161281              | 2003 GH14  | 1 abr 2003  | Socorro          | LINEAR                | Brangane  | MPC                           |
| 161282              | 2003 GE18  | 4 abr 2003  | Kitt Peak        | Spacewatch            | —         | MPC                           |
| 161283              | 2003 GE35  | 8 abr 2003  | Socorro          | LINEAR                | —         | MPC                           |
| 161284              | 2003 GL43  | 9 abr 2003  | Socorro          | LINEAR                | —         | MPC                           |
| 161285              | 2003 HU11  | 25 abr 2003 | Anderson Mesa    | LONEOS                | —         | MPC                           |
| 161286              | 2003 HZ19  | 26 abr 2003 | Haleakalā        | NEAT                  | —         | MPC                           |
| 161287              | 2003 HN20  | 24 abr 2003 | Anderson Mesa    | LONEOS                | —         | MPC                           |
| 161288              | 2003 HQ22  | 24 abr 2003 | Kitt Peak        | Spacewatch            | —         | MPC                           |
| 161289              | 2003 HK23  | 25 abr 2003 | Kitt Peak        | Spacewatch            | —         | MPC                           |
| 161290              | 2003 HU28  | 26 abr 2003 | Haleakalā        | NEAT                  | —         | MPC                           |
| 161291              | 2003 HV29  | 28 abr 2003 | Anderson Mesa    | LONEOS                | —         | MPC                           |
| 161292              | 2003 HV44  | 28 abr 2003 | Haleakalā        | NEAT                  | —         | MPC                           |
| 161293              | 2003 HR46  | 28 abr 2003 | Socorro          | LINEAR                | —         | MPC                           |
| 161294              | 2003 JH14  | 8 mai 2003  | Haleakalā        | NEAT                  | —         | MPC                           |
| 161295              | 2003 JF16  | 6 mai 2003  | Kitt Peak        | Spacewatch            | —         | MPC                           |
| 161296              | 2003 KO3   | 23 mai 2003 | Kitt Peak        | Spacewatch            | —         | MPC                           |
| 161297              | 2003 KG33  | 27 mai 2003 | Kitt Peak        | Spacewatch            | —         | MPC                           |
| 161298              | 2003 LN4   | 4 jun 2003  | Socorro          | LINEAR                | —         | MPC                           |
| 161299              | 2003 LR4   | 5 jun 2003  | Nogales          | Tenagra II Obs.       | —         | MPC                           |
| 161300              | 2003 LJ5   | 6 jun 2003  | Kitt Peak        | Spacewatch            | —         | MPC                           |

## 161301–161400
| Designação        | Designação | Descoberta  | Descoberta       | Descobridor(es)         | Categoria | Mais informações / Referência |
| Permanente        | Provisória | Data        | Local            | Descobridor(es)         | Categoria | Mais informações / Referência |
| ----------------- | ---------- | ----------- | ---------------- | ----------------------- | --------- | ----------------------------- |
| 161301            | 2003 MH1   | 22 jun 2003 | Socorro          | LINEAR                  | —         | MPC                           |
| 161302            | 2003 NK2   | 3 jul 2003  | Reedy Creek      | J. Broughton            | —         | MPC                           |
| 161303            | 2003 NT6   | 6 jul 2003  | Reedy Creek      | J. Broughton            | —         | MPC                           |
| 161304            | 2003 NQ9   | 3 jul 2003  | Anderson Mesa    | LONEOS                  | —         | MPC                           |
| 161305            | 2003 OQ1   | 21 jul 2003 | Haleakalā        | NEAT                    | —         | MPC                           |
| 161306            | 2003 OB2   | 22 jul 2003 | Haleakala        | NEAT                    | —         | MPC                           |
| 161307            | 2003 OR2   | 22 jul 2003 | Haleakala        | NEAT                    | —         | MPC                           |
| 161308            | 2003 OU20  | 31 jul 2003 | Reedy Creek      | J. Broughton            | —         | MPC                           |
| 161309            | 2003 OC22  | 29 jul 2003 | Socorro          | LINEAR                  | —         | MPC                           |
| 161310            | 2003 OE28  | 24 jul 2003 | Palomar          | NEAT                    | Phocaea   | MPC                           |
| 161311            | 2003 OY28  | 24 jul 2003 | Palomar          | NEAT                    | —         | MPC                           |
| 161312            | 2003 OY30  | 30 jul 2003 | Socorro          | LINEAR                  | —         | MPC                           |
| 161313            | 2003 PZ10  | 4 ago 2003  | Socorro          | LINEAR                  | —         | MPC                           |
| 161314            | 2003 QQ3   | 17 ago 2003 | Haleakalā        | NEAT                    | —         | MPC                           |
| 161315 de Shalit  | 2003 QS5   | 19 ago 2003 | Wise             | D. Polishook            | —         | MPC                           |
| 161316            | 2003 QH6   | 18 ago 2003 | Campo Imperatore | CINEOS                  | —         | MPC                           |
| 161317            | 2003 QQ15  | 20 ago 2003 | Palomar          | NEAT                    | —         | MPC                           |
| 161318            | 2003 QB18  | 22 ago 2003 | Palomar          | NEAT                    | —         | MPC                           |
| 161319            | 2003 QJ28  | 21 ago 2003 | Črni Vrh         | Črni Vrh                | —         | MPC                           |
| 161320            | 2003 QE33  | 22 ago 2003 | Campo Imperatore | CINEOS                  | —         | MPC                           |
| 161321            | 2003 QR33  | 22 ago 2003 | Socorro          | LINEAR                  | —         | MPC                           |
| 161322            | 2003 QZ33  | 22 ago 2003 | Palomar          | NEAT                    | —         | MPC                           |
| 161323            | 2003 QF39  | 22 ago 2003 | Palomar          | NEAT                    | —         | MPC                           |
| 161324            | 2003 QE41  | 22 ago 2003 | Socorro          | LINEAR                  | —         | MPC                           |
| 161325            | 2003 QZ49  | 22 ago 2003 | Palomar          | NEAT                    | —         | MPC                           |
| 161326            | 2003 QC60  | 23 ago 2003 | Socorro          | LINEAR                  | —         | MPC                           |
| 161327            | 2003 QS63  | 23 ago 2003 | Socorro          | LINEAR                  | —         | MPC                           |
| 161328            | 2003 QV66  | 22 ago 2003 | Socorro          | LINEAR                  | —         | MPC                           |
| 161329            | 2003 QO72  | 23 ago 2003 | Socorro          | LINEAR                  | —         | MPC                           |
| 161330            | 2003 QY79  | 26 ago 2003 | Reedy Creek      | J. Broughton            | —         | MPC                           |
| 161331            | 2003 QA90  | 25 ago 2003 | Socorro          | LINEAR                  | —         | MPC                           |
| 161332            | 2003 QX93  | 28 ago 2003 | Haleakalā        | NEAT                    | —         | MPC                           |
| 161333            | 2003 QR99  | 28 ago 2003 | Socorro          | LINEAR                  | —         | MPC                           |
| 161334            | 2003 QY103 | 31 ago 2003 | Haleakalā        | NEAT                    | Juno      | MPC                           |
| 161335            | 2003 QQ114 | 24 ago 2003 | Socorro          | LINEAR                  | —         | MPC                           |
| 161336            | 2003 RQ1   | 2 set 2003  | Reedy Creek      | J. Broughton            | —         | MPC                           |
| 161337            | 2003 RB22  | 14 set 2003 | Haleakalā        | NEAT                    | —         | MPC                           |
| 161338            | 2003 SC4   | 16 set 2003 | Kitt Peak        | Spacewatch              | —         | MPC                           |
| 161339            | 2003 SL22  | 16 set 2003 | Kitt Peak        | Spacewatch              | —         | MPC                           |
| 161340            | 2003 SK37  | 16 set 2003 | Palomar          | NEAT                    | —         | MPC                           |
| 161341            | 2003 SM41  | 17 set 2003 | Palomar          | NEAT                    | —         | MPC                           |
| 161342            | 2003 SQ44  | 16 set 2003 | Anderson Mesa    | LONEOS                  | —         | MPC                           |
| 161343            | 2003 SL62  | 17 set 2003 | Kitt Peak        | Spacewatch              | —         | MPC                           |
| 161344            | 2003 SU64  | 18 set 2003 | Campo Imperatore | CINEOS                  | —         | MPC                           |
| 161345            | 2003 SX64  | 18 set 2003 | Campo Imperatore | CINEOS                  | —         | MPC                           |
| 161346            | 2003 SG89  | 18 set 2003 | Palomar          | NEAT                    | —         | MPC                           |
| 161347            | 2003 SP94  | 19 set 2003 | Campo Imperatore | CINEOS                  | —         | MPC                           |
| 161348            | 2003 SR103 | 20 set 2003 | Socorro          | LINEAR                  | —         | MPC                           |
| 161349 Mecsek     | 2003 SJ127 | 19 set 2003 | Piszkéstető      | K. Sárneczky, B. Sipőcz | —         | MPC                           |
| 161350            | 2003 SM140 | 19 set 2003 | Socorro          | LINEAR                  | —         | MPC                           |
| 161351            | 2003 SR140 | 19 set 2003 | Palomar          | NEAT                    | —         | MPC                           |
| 161352            | 2003 SY140 | 19 set 2003 | Palomar          | NEAT                    | —         | MPC                           |
| 161353            | 2003 SV142 | 20 set 2003 | Socorro          | LINEAR                  | —         | MPC                           |
| 161354            | 2003 SH149 | 16 set 2003 | Kitt Peak        | Spacewatch              | —         | MPC                           |
| 161355            | 2003 SG152 | 19 set 2003 | Anderson Mesa    | LONEOS                  | —         | MPC                           |
| 161356            | 2003 SS157 | 19 set 2003 | Anderson Mesa    | LONEOS                  | —         | MPC                           |
| 161357            | 2003 SB162 | 18 set 2003 | Kitt Peak        | Spacewatch              | —         | MPC                           |
| 161358            | 2003 SC163 | 19 set 2003 | Kitt Peak        | Spacewatch              | —         | MPC                           |
| 161359            | 2003 SU164 | 20 set 2003 | Anderson Mesa    | LONEOS                  | —         | MPC                           |
| 161360            | 2003 SR165 | 20 set 2003 | Anderson Mesa    | LONEOS                  | —         | MPC                           |
| 161361            | 2003 SS165 | 20 set 2003 | Anderson Mesa    | LONEOS                  | —         | MPC                           |
| 161362            | 2003 SC182 | 20 set 2003 | Socorro          | LINEAR                  | —         | MPC                           |
| 161363            | 2003 SF192 | 19 set 2003 | Haleakalā        | NEAT                    | —         | MPC                           |
| 161364            | 2003 SJ198 | 21 set 2003 | Anderson Mesa    | LONEOS                  | —         | MPC                           |
| 161365            | 2003 SD199 | 21 set 2003 | Anderson Mesa    | LONEOS                  | —         | MPC                           |
| 161366            | 2003 SX207 | 26 set 2003 | Socorro          | LINEAR                  | —         | MPC                           |
| 161367            | 2003 SP208 | 23 set 2003 | Palomar          | NEAT                    | —         | MPC                           |
| 161368            | 2003 SD226 | 26 set 2003 | Socorro          | LINEAR                  | —         | MPC                           |
| 161369            | 2003 SK228 | 28 set 2003 | Kitt Peak        | Spacewatch              | —         | MPC                           |
| 161370            | 2003 SJ233 | 25 set 2003 | Palomar          | NEAT                    | —         | MPC                           |
| 161371 Bertrandou | 2003 SO244 | 25 set 2003 | Saint-Sulpice    | B. Christophe           | —         | MPC                           |
| 161372            | 2003 SM247 | 26 set 2003 | Socorro          | LINEAR                  | —         | MPC                           |
| 161373            | 2003 SN259 | 28 set 2003 | Kitt Peak        | Spacewatch              | —         | MPC                           |
| 161374            | 2003 SA272 | 27 set 2003 | Kitt Peak        | Spacewatch              | —         | MPC                           |
| 161375            | 2003 SF291 | 29 set 2003 | Socorro          | LINEAR                  | Eos       | MPC                           |
| 161376            | 2003 SH291 | 29 set 2003 | Socorro          | LINEAR                  | —         | MPC                           |
| 161377            | 2003 SX292 | 26 set 2003 | Črni Vrh         | Črni Vrh                | Phocaea   | MPC                           |
| 161378            | 2003 ST293 | 27 set 2003 | Kitt Peak        | Spacewatch              | —         | MPC                           |
| 161379            | 2003 SE298 | 18 set 2003 | Haleakalā        | NEAT                    | —         | MPC                           |
| 161380            | 2003 SD304 | 17 set 2003 | Palomar          | NEAT                    | —         | MPC                           |
| 161381            | 2003 TH7   | 1 out 2003  | Anderson Mesa    | LONEOS                  | —         | MPC                           |
| 161382            | 2003 TJ11  | 14 out 2003 | Anderson Mesa    | LONEOS                  | —         | MPC                           |
| 161383            | 2003 TH15  | 15 out 2003 | Anderson Mesa    | LONEOS                  | —         | MPC                           |
| 161384            | 2003 UK25  | 24 out 2003 | Wrightwood       | J. W. Young             | —         | MPC                           |
| 161385            | 2003 UM27  | 23 out 2003 | Goodricke-Pigott | R. A. Tucker            | Pallas    | MPC                           |
| 161386            | 2003 UB28  | 21 out 2003 | Socorro          | LINEAR                  | —         | MPC                           |
| 161387            | 2003 UX40  | 16 out 2003 | Anderson Mesa    | LONEOS                  | —         | MPC                           |
| 161388            | 2003 UH62  | 16 out 2003 | Anderson Mesa    | LONEOS                  | —         | MPC                           |
| 161389            | 2003 UL78  | 17 out 2003 | Črni Vrh         | Črni Vrh                | —         | MPC                           |
| 161390            | 2003 UB81  | 16 out 2003 | Anderson Mesa    | LONEOS                  | Phocaea   | MPC                           |
| 161391            | 2003 UF97  | 19 out 2003 | Kitt Peak        | Spacewatch              | Themis    | MPC                           |
| 161392            | 2003 UU116 | 21 out 2003 | Socorro          | LINEAR                  | —         | MPC                           |
| 161393            | 2003 UJ122 | 19 out 2003 | Kitt Peak        | Spacewatch              | —         | MPC                           |
| 161394            | 2003 UL130 | 18 out 2003 | Palomar          | NEAT                    | —         | MPC                           |
| 161395            | 2003 UM131 | 19 out 2003 | Palomar          | NEAT                    | —         | MPC                           |
| 161396            | 2003 UR132 | 19 out 2003 | Palomar          | NEAT                    | —         | MPC                           |
| 161397            | 2003 UU140 | 16 out 2003 | Palomar          | NEAT                    | —         | MPC                           |
| 161398            | 2003 UY162 | 21 out 2003 | Socorro          | LINEAR                  | —         | MPC                           |
| 161399            | 2003 UB163 | 21 out 2003 | Socorro          | LINEAR                  | —         | MPC                           |
| 161400            | 2003 UV164 | 21 out 2003 | Socorro          | LINEAR                  | —         | MPC                           |

## 161401–161500
| Designação | Designação | Descoberta  | Descoberta       | Descobridor(es) | Categoria | Mais informações / Referência |
| Permanente | Provisória | Data        | Local            | Descobridor(es) | Categoria | Mais informações / Referência |
| ---------- | ---------- | ----------- | ---------------- | --------------- | --------- | ----------------------------- |
| 161401     | 2003 UT166 | 21 out 2003 | Kitt Peak        | Spacewatch      | —         | MPC                           |
| 161402     | 2003 UP168 | 22 out 2003 | Socorro          | LINEAR          | —         | MPC                           |
| 161403     | 2003 UH181 | 21 out 2003 | Socorro          | LINEAR          | —         | MPC                           |
| 161404     | 2003 UD190 | 22 out 2003 | Kitt Peak        | Spacewatch      | —         | MPC                           |
| 161405     | 2003 UF202 | 21 out 2003 | Socorro          | LINEAR          | —         | MPC                           |
| 161406     | 2003 UJ202 | 21 out 2003 | Socorro          | LINEAR          | —         | MPC                           |
| 161407     | 2003 UB213 | 23 out 2003 | Kitt Peak        | Spacewatch      | —         | MPC                           |
| 161408     | 2003 UC213 | 23 out 2003 | Kitt Peak        | Spacewatch      | —         | MPC                           |
| 161409     | 2003 UG234 | 24 out 2003 | Socorro          | LINEAR          | —         | MPC                           |
| 161410     | 2003 UP237 | 23 out 2003 | Kitt Peak        | Spacewatch      | —         | MPC                           |
| 161411     | 2003 UD238 | 23 out 2003 | Haleakalā        | NEAT            | —         | MPC                           |
| 161412     | 2003 UW245 | 24 out 2003 | Socorro          | LINEAR          | —         | MPC                           |
| 161413     | 2003 UG246 | 24 out 2003 | Socorro          | LINEAR          | —         | MPC                           |
| 161414     | 2003 UD253 | 27 out 2003 | Socorro          | LINEAR          | —         | MPC                           |
| 161415     | 2003 UM253 | 22 out 2003 | Palomar          | NEAT            | —         | MPC                           |
| 161416     | 2003 UU254 | 24 out 2003 | Socorro          | LINEAR          | —         | MPC                           |
| 161417     | 2003 UJ264 | 27 out 2003 | Socorro          | LINEAR          | —         | MPC                           |
| 161418     | 2003 UL267 | 28 out 2003 | Socorro          | LINEAR          | —         | MPC                           |
| 161419     | 2003 UL276 | 29 out 2003 | Socorro          | LINEAR          | —         | MPC                           |
| 161420     | 2003 UM276 | 29 out 2003 | Socorro          | LINEAR          | —         | MPC                           |
| 161421     | 2003 WC6   | 18 nov 2003 | Palomar          | NEAT            | —         | MPC                           |
| 161422     | 2003 WK17  | 18 nov 2003 | Palomar          | NEAT            | —         | MPC                           |
| 161423     | 2003 WE26  | 18 nov 2003 | Goodricke-Pigott | R. A. Tucker    | —         | MPC                           |
| 161424     | 2003 WC39  | 19 nov 2003 | Kitt Peak        | Spacewatch      | —         | MPC                           |
| 161425     | 2003 WC41  | 19 nov 2003 | Kitt Peak        | Spacewatch      | —         | MPC                           |
| 161426     | 2003 WN42  | 19 nov 2003 | Palomar          | NEAT            | —         | MPC                           |
| 161427     | 2003 WC55  | 20 nov 2003 | Socorro          | LINEAR          | —         | MPC                           |
| 161428     | 2003 WD57  | 18 nov 2003 | Palomar          | NEAT            | —         | MPC                           |
| 161429     | 2003 WY72  | 20 nov 2003 | Socorro          | LINEAR          | —         | MPC                           |
| 161430     | 2003 WP81  | 18 nov 2003 | Socorro          | LINEAR          | —         | MPC                           |
| 161431     | 2003 WG83  | 20 nov 2003 | Socorro          | LINEAR          | —         | MPC                           |
| 161432     | 2003 WN83  | 20 nov 2003 | Socorro          | LINEAR          | Pallas    | MPC                           |
| 161433     | 2003 WY100 | 21 nov 2003 | Catalina         | CSS             | —         | MPC                           |
| 161434     | 2003 WT133 | 21 nov 2003 | Socorro          | LINEAR          | —         | MPC                           |
| 161435     | 2003 WB150 | 24 nov 2003 | Anderson Mesa    | LONEOS          | Eos       | MPC                           |
| 161436     | 2003 WL159 | 29 nov 2003 | Socorro          | LINEAR          | —         | MPC                           |
| 161437     | 2003 WJ170 | 20 nov 2003 | Palomar          | NEAT            | —         | MPC                           |
| 161438     | 2003 WY170 | 21 nov 2003 | Palomar          | NEAT            | —         | MPC                           |
| 161439     | 2003 WM171 | 23 nov 2003 | Anderson Mesa    | LONEOS          | —         | MPC                           |
| 161440     | 2003 WA172 | 29 nov 2003 | Socorro          | LINEAR          | —         | MPC                           |
| 161441     | 2003 XV9   | 4 dez 2003  | Socorro          | LINEAR          | —         | MPC                           |
| 161442     | 2003 YU14  | 17 dez 2003 | Socorro          | LINEAR          | —         | MPC                           |
| 161443     | 2003 YK26  | 18 dez 2003 | Socorro          | LINEAR          | —         | MPC                           |
| 161444     | 2003 YX32  | 16 dez 2003 | Kitt Peak        | Spacewatch      | —         | MPC                           |
| 161445     | 2003 YN45  | 17 dez 2003 | Socorro          | LINEAR          | —         | MPC                           |
| 161446     | 2003 YM46  | 17 dez 2003 | Socorro          | LINEAR          | Brangane  | MPC                           |
| 161447     | 2003 YF47  | 17 dez 2003 | Kitt Peak        | Spacewatch      | —         | MPC                           |
| 161448     | 2003 YK63  | 19 dez 2003 | Socorro          | LINEAR          | —         | MPC                           |
| 161449     | 2003 YX91  | 21 dez 2003 | Kitt Peak        | Spacewatch      | —         | MPC                           |
| 161450     | 2003 YK103 | 20 dez 2003 | Socorro          | LINEAR          | —         | MPC                           |
| 161451     | 2003 YM119 | 27 dez 2003 | Socorro          | LINEAR          | —         | MPC                           |
| 161452     | 2003 YJ139 | 28 dez 2003 | Socorro          | LINEAR          | —         | MPC                           |
| 161453     | 2003 YE158 | 17 dez 2003 | Socorro          | LINEAR          | —         | MPC                           |
| 161454     | 2003 YD180 | 18 dez 2003 | Kitt Peak        | Spacewatch      | —         | MPC                           |
| 161455     | 2004 AR    | 12 jan 2004 | Palomar          | NEAT            | —         | MPC                           |
| 161456     | 2004 AH26  | 13 jan 2004 | Palomar          | NEAT            | Brangane  | MPC                           |
| 161457     | 2004 BV    | 16 jan 2004 | Kitt Peak        | Spacewatch      | —         | MPC                           |
| 161458     | 2004 BP2   | 16 jan 2004 | Palomar          | NEAT            | —         | MPC                           |
| 161459     | 2004 BQ22  | 17 jan 2004 | Kitt Peak        | Spacewatch      | —         | MPC                           |
| 161460     | 2004 BU44  | 21 jan 2004 | Socorro          | LINEAR          | —         | MPC                           |
| 161461     | 2004 BS56  | 23 jan 2004 | Anderson Mesa    | LONEOS          | —         | MPC                           |
| 161462     | 2004 BE116 | 26 jan 2004 | Anderson Mesa    | LONEOS          | —         | MPC                           |
| 161463     | 2004 CY1   | 12 fev 2004 | Palomar          | NEAT            | —         | MPC                           |
| 161464     | 2004 CE35  | 10 fev 2004 | Palomar          | NEAT            | —         | MPC                           |
| 161465     | 2004 CY70  | 12 fev 2004 | Kitt Peak        | Spacewatch      | —         | MPC                           |
| 161466     | 2004 CA83  | 12 fev 2004 | Kitt Peak        | Spacewatch      | —         | MPC                           |
| 161467     | 2004 DY17  | 18 fev 2004 | Socorro          | LINEAR          | —         | MPC                           |
| 161468     | 2004 DE31  | 17 fev 2004 | Socorro          | LINEAR          | —         | MPC                           |
| 161469     | 2004 EC79  | 15 mar 2004 | Kitt Peak        | Spacewatch      | —         | MPC                           |
| 161470     | 2004 EV80  | 15 mar 2004 | Socorro          | LINEAR          | —         | MPC                           |
| 161471     | 2004 FE12  | 16 mar 2004 | Socorro          | LINEAR          | —         | MPC                           |
| 161472     | 2004 FG20  | 16 mar 2004 | Socorro          | LINEAR          | —         | MPC                           |
| 161473     | 2004 FC40  | 18 mar 2004 | Socorro          | LINEAR          | —         | MPC                           |
| 161474     | 2004 FE40  | 18 mar 2004 | Socorro          | LINEAR          | —         | MPC                           |
| 161475     | 2004 FY92  | 19 mar 2004 | Socorro          | LINEAR          | —         | MPC                           |
| 161476     | 2004 FS96  | 23 mar 2004 | Socorro          | LINEAR          | —         | MPC                           |
| 161477     | 2004 FJ160 | 18 mar 2004 | Socorro          | LINEAR          | Chimaera  | MPC                           |
| 161478     | 2004 GX25  | 14 abr 2004 | Kitt Peak        | Spacewatch      | —         | MPC                           |
| 161479     | 2004 GU27  | 15 abr 2004 | Palomar          | NEAT            | Juno      | MPC                           |
| 161480     | 2004 GX38  | 15 abr 2004 | Anderson Mesa    | LONEOS          | —         | MPC                           |
| 161481     | 2004 GQ60  | 14 abr 2004 | Kitt Peak        | Spacewatch      | —         | MPC                           |
| 161482     | 2004 GL61  | 13 abr 2004 | Kitt Peak        | Spacewatch      | —         | MPC                           |
| 161483     | 2004 GA87  | 14 abr 2004 | Siding Spring    | SSS             | —         | MPC                           |
| 161484     | 2004 HU42  | 20 abr 2004 | Socorro          | LINEAR          | Vesta     | MPC                           |
| 161485     | 2004 HZ47  | 22 abr 2004 | Siding Spring    | SSS             | —         | MPC                           |
| 161486     | 2004 HE52  | 24 abr 2004 | Kitt Peak        | Spacewatch      | —         | MPC                           |
| 161487     | 2004 JO15  | 10 mai 2004 | Palomar          | NEAT            | —         | MPC                           |
| 161488     | 2004 JC18  | 13 mai 2004 | Anderson Mesa    | LONEOS          | —         | MPC                           |
| 161489     | 2004 KN6   | 18 mai 2004 | Socorro          | LINEAR          | Vesta     | MPC                           |
| 161490     | 2004 KY7   | 19 mai 2004 | Needville        | Needville Obs.  | —         | MPC                           |
| 161491     | 2004 KJ10  | 20 mai 2004 | Siding Spring    | SSS             | —         | MPC                           |
| 161492     | 2004 LG2   | 10 jun 2004 | Reedy Creek      | J. Broughton    | —         | MPC                           |
| 161493     | 2004 LL6   | 9 jun 2004  | Siding Spring    | SSS             | —         | MPC                           |
| 161494     | 2004 LN14  | 11 jun 2004 | Socorro          | LINEAR          | —         | MPC                           |
| 161495     | 2004 MA1   | 16 jun 2004 | Socorro          | LINEAR          | —         | MPC                           |
| 161496     | 2004 NY    | 7 jul 2004  | Campo Imperatore | CINEOS          | —         | MPC                           |
| 161497     | 2004 NY32  | 11 jul 2004 | Socorro          | LINEAR          | —         | MPC                           |
| 161498     | 2004 PT69  | 7 ago 2004  | Palomar          | NEAT            | —         | MPC                           |
| 161499     | 2004 PE82  | 10 ago 2004 | Socorro          | LINEAR          | —         | MPC                           |
| 161500     | 2004 RW13  | 6 set 2004  | Siding Spring    | SSS             | —         | MPC                           |

## 161501–161600
| Designação           | Designação | Descoberta  | Descoberta       | Descobridor(es)      | Categoria | Mais informações / Referência |
| Permanente           | Provisória | Data        | Local            | Descobridor(es)      | Categoria | Mais informações / Referência |
| -------------------- | ---------- | ----------- | ---------------- | -------------------- | --------- | ----------------------------- |
| 161501               | 2004 RV19  | 7 set 2004  | Socorro          | LINEAR               | —         | MPC                           |
| 161502               | 2004 RP26  | 6 set 2004  | Palomar          | NEAT                 | —         | MPC                           |
| 161503               | 2004 RD45  | 8 set 2004  | Socorro          | LINEAR               | —         | MPC                           |
| 161504               | 2004 RD54  | 8 set 2004  | Socorro          | LINEAR               | —         | MPC                           |
| 161505               | 2004 RU68  | 8 set 2004  | Socorro          | LINEAR               | —         | MPC                           |
| 161506               | 2004 RR79  | 8 set 2004  | Palomar          | NEAT                 | —         | MPC                           |
| 161507               | 2004 RU82  | 9 set 2004  | Socorro          | LINEAR               | —         | MPC                           |
| 161508               | 2004 RW88  | 8 set 2004  | Socorro          | LINEAR               | —         | MPC                           |
| 161509               | 2004 RB99  | 8 set 2004  | Socorro          | LINEAR               | —         | MPC                           |
| 161510               | 2004 RA150 | 9 set 2004  | Socorro          | LINEAR               | —         | MPC                           |
| 161511               | 2004 RP179 | 10 set 2004 | Socorro          | LINEAR               | —         | MPC                           |
| 161512               | 2004 RD190 | 10 set 2004 | Socorro          | LINEAR               | —         | MPC                           |
| 161513               | 2004 RK195 | 10 set 2004 | Socorro          | LINEAR               | —         | MPC                           |
| 161514               | 2004 RE288 | 15 set 2004 | 7300 Observatory | W. K. Y. Yeung       | —         | MPC                           |
| 161515               | 2004 RO291 | 10 set 2004 | Socorro          | LINEAR               | Brangane  | MPC                           |
| 161516               | 2004 RR326 | 13 set 2004 | Socorro          | LINEAR               | —         | MPC                           |
| 161517               | 2004 RZ328 | 15 set 2004 | Kitt Peak        | Spacewatch           | —         | MPC                           |
| 161518               | 2004 RK334 | 15 set 2004 | Anderson Mesa    | LONEOS               | —         | MPC                           |
| 161519               | 2004 SQ11  | 16 set 2004 | Siding Spring    | SSS                  | —         | MPC                           |
| 161520               | 2004 SO32  | 17 set 2004 | Socorro          | LINEAR               | —         | MPC                           |
| 161521               | 2004 SG51  | 22 set 2004 | Kitt Peak        | Spacewatch           | —         | MPC                           |
| 161522               | 2004 SO57  | 16 set 2004 | Anderson Mesa    | LONEOS               | —         | MPC                           |
| 161523               | 2004 SQ60  | 17 set 2004 | Socorro          | LINEAR               | —         | MPC                           |
| 161524               | 2004 TU16  | 8 out 2004  | Socorro          | LINEAR               | —         | MPC                           |
| 161525               | 2004 TH44  | 4 out 2004  | Kitt Peak        | Spacewatch           | —         | MPC                           |
| 161526               | 2004 TF106 | 7 out 2004  | Socorro          | LINEAR               | Phocaea   | MPC                           |
| 161527               | 2004 TG124 | 7 out 2004  | Socorro          | LINEAR               | —         | MPC                           |
| 161528               | 2004 TE133 | 7 out 2004  | Anderson Mesa    | LONEOS               | —         | MPC                           |
| 161529               | 2004 TR179 | 7 out 2004  | Kitt Peak        | Spacewatch           | —         | MPC                           |
| 161530               | 2004 TQ293 | 10 out 2004 | Kitt Peak        | Spacewatch           | —         | MPC                           |
| 161531               | 2004 TA296 | 10 out 2004 | Kitt Peak        | Spacewatch           | —         | MPC                           |
| 161532               | 2004 TN342 | 13 out 2004 | Kitt Peak        | Spacewatch           | —         | MPC                           |
| 161533               | 2004 TF345 | 15 out 2004 | Mount Lemmon     | Mount Lemmon Survey  | —         | MPC                           |
| 161534               | 2004 TZ359 | 9 out 2004  | Anderson Mesa    | LONEOS               | —         | MPC                           |
| 161535               | 2004 VR9   | 3 nov 2004  | Anderson Mesa    | LONEOS               | —         | MPC                           |
| 161536               | 2004 VA16  | 3 nov 2004  | Palomar          | NEAT                 | —         | MPC                           |
| 161537               | 2004 VA24  | 4 nov 2004  | Catalina         | CSS                  | —         | MPC                           |
| 161538               | 2004 VP26  | 4 nov 2004  | Catalina         | CSS                  | —         | MPC                           |
| 161539               | 2004 VQ57  | 5 nov 2004  | Palomar          | NEAT                 | —         | MPC                           |
| 161540               | 2004 VP77  | 12 nov 2004 | Catalina         | CSS                  | —         | MPC                           |
| 161541               | 2004 VJ81  | 4 nov 2004  | Kitt Peak        | Spacewatch           | —         | MPC                           |
| 161542               | 2004 WF3   | 17 nov 2004 | Siding Spring    | SSS                  | —         | MPC                           |
| 161543               | 2004 WH10  | 19 nov 2004 | Socorro          | LINEAR               | —         | MPC                           |
| 161544               | 2004 XQ13  | 8 dez 2004  | Socorro          | LINEAR               | Mitidika  | MPC                           |
| 161545 Ferrando      | 2004 XP16  | 10 dez 2004 | La Cañada        | J. Lacruz            | —         | MPC                           |
| 161546 Schneeweis    | 2004 XT16  | 10 dez 2004 | Junk Bond        | D. Healy             | —         | MPC                           |
| 161547               | 2004 XS29  | 10 dez 2004 | Socorro          | LINEAR               | —         | MPC                           |
| 161548               | 2004 XL49  | 12 dez 2004 | Palomar          | NEAT                 | —         | MPC                           |
| 161549               | 2004 XN49  | 12 dez 2004 | Socorro          | LINEAR               | —         | MPC                           |
| 161550               | 2004 XS54  | 10 dez 2004 | Kitt Peak        | Spacewatch           | —         | MPC                           |
| 161551               | 2004 XO72  | 14 dez 2004 | Kitt Peak        | Spacewatch           | —         | MPC                           |
| 161552               | 2004 XT80  | 10 dez 2004 | Socorro          | LINEAR               | —         | MPC                           |
| 161553               | 2004 XV102 | 14 dez 2004 | Catalina         | CSS                  | —         | MPC                           |
| 161554               | 2004 XO121 | 14 dez 2004 | Catalina         | CSS                  | —         | MPC                           |
| 161555               | 2004 XX121 | 15 dez 2004 | Socorro          | LINEAR               | —         | MPC                           |
| 161556               | 2004 XZ146 | 15 dez 2004 | Socorro          | LINEAR               | Juno      | MPC                           |
| 161557               | 2004 YF6   | 16 dez 2004 | Kitt Peak        | Spacewatch           | —         | MPC                           |
| 161558               | 2004 YF17  | 18 dez 2004 | Mount Lemmon     | Mount Lemmon Survey  | —         | MPC                           |
| 161559               | 2004 YO21  | 18 dez 2004 | Mount Lemmon     | Mount Lemmon Survey  | —         | MPC                           |
| 161560               | 2004 YW34  | 18 dez 2004 | Mount Lemmon     | Mount Lemmon Survey  | —         | MPC                           |
| 161561               | 2005 AR7   | 6 jan 2005  | Catalina         | CSS                  | —         | MPC                           |
| 161562               | 2005 AU10  | 6 jan 2005  | Catalina         | CSS                  | —         | MPC                           |
| 161563               | 2005 AB17  | 6 jan 2005  | Socorro          | LINEAR               | Mitidika  | MPC                           |
| 161564               | 2005 AF35  | 13 jan 2005 | Socorro          | LINEAR               | —         | MPC                           |
| 161565               | 2005 AD62  | 15 jan 2005 | Kitt Peak        | Spacewatch           | —         | MPC                           |
| 161566               | 2005 AH64  | 13 jan 2005 | Kitt Peak        | Spacewatch           | —         | MPC                           |
| 161567               | 2005 BX    | 16 jan 2005 | Hormersdorf      | J. Lorenz            | —         | MPC                           |
| 161568               | 2005 BC2   | 17 jan 2005 | Socorro          | LINEAR               | —         | MPC                           |
| 161569               | 2005 BH17  | 16 jan 2005 | Kitt Peak        | Spacewatch           | —         | MPC                           |
| 161570               | 2005 BR23  | 17 jan 2005 | Kitt Peak        | Spacewatch           | Ursula    | MPC                           |
| 161571               | 2005 CB6   | 1 fev 2005  | Kitt Peak        | Spacewatch           | —         | MPC                           |
| 161572               | 2005 CP50  | 2 fev 2005  | Socorro          | LINEAR               | —         | MPC                           |
| 161573               | 2005 CX57  | 2 fev 2005  | Catalina         | CSS                  | Ursula    | MPC                           |
| 161574               | 2005 DS    | 28 fev 2005 | Junk Bond        | Junk Bond Obs.       | —         | MPC                           |
| 161575               | 2005 EZ10  | 2 mar 2005  | Kitt Peak        | Spacewatch           | —         | MPC                           |
| 161576               | 2005 EY47  | 3 mar 2005  | Catalina         | CSS                  | —         | MPC                           |
| 161577               | 2005 EK72  | 2 mar 2005  | Catalina         | CSS                  | —         | MPC                           |
| 161578               | 2005 EL85  | 4 mar 2005  | Socorro          | LINEAR               | Brangane  | MPC                           |
| 161579               | 2005 EH121 | 8 mar 2005  | Socorro          | LINEAR               | —         | MPC                           |
| 161580               | 2005 EV122 | 8 mar 2005  | Mount Lemmon     | Mount Lemmon Survey  | —         | MPC                           |
| 161581               | 2005 EA204 | 11 mar 2005 | Kitt Peak        | Spacewatch           | —         | MPC                           |
| 161582               | 2005 ET219 | 10 mar 2005 | Mount Lemmon     | Mount Lemmon Survey  | —         | MPC                           |
| 161583               | 2005 GZ119 | 6 abr 2005  | Anderson Mesa    | LONEOS               | Pallas    | MPC                           |
| 161584               | 2005 GN123 | 7 abr 2005  | Kitt Peak        | Spacewatch           | —         | MPC                           |
| 161585 Danielhals    | 2005 GN184 | 10 abr 2005 | Kitt Peak        | M. W. Buie           | —         | MPC                           |
| 161586               | 2005 JO88  | 10 mai 2005 | Mount Lemmon     | Mount Lemmon Survey  | —         | MPC                           |
| 161587               | 2005 LC7   | 1 jun 2005  | Kitt Peak        | Spacewatch           | —         | MPC                           |
| 161588               | 2005 LE30  | 12 jun 2005 | Kitt Peak        | Spacewatch           | —         | MPC                           |
| 161589               | 2005 MF49  | 29 jun 2005 | Palomar          | NEAT                 | —         | MPC                           |
| 161590               | 2005 NO49  | 8 jul 2005  | Kitt Peak        | Spacewatch           | —         | MPC                           |
| 161591               | 2005 OG14  | 31 jul 2005 | Siding Spring    | SSS                  | Mitidika  | MPC                           |
| 161592 Sarahhamilton | 2005 PN24  | 10 ago 2005 | Cerro Tololo     | M. W. Buie           | —         | MPC                           |
| 161593               | 2005 QE28  | 28 ago 2005 | Junk Bond        | D. Healy             | —         | MPC                           |
| 161594               | 2005 QR171 | 29 ago 2005 | Palomar          | NEAT                 | —         | MPC                           |
| 161595               | 2005 SK19  | 25 set 2005 | Calvin-Rehoboth  | Calvin–Rehoboth Obs. | —         | MPC                           |
| 161596               | 2005 SK79  | 24 set 2005 | Kitt Peak        | Spacewatch           | —         | MPC                           |
| 161597               | 2005 SR85  | 24 set 2005 | Kitt Peak        | Spacewatch           | —         | MPC                           |
| 161598               | 2005 SF129 | 29 set 2005 | Mount Lemmon     | Mount Lemmon Survey  | Eos       | MPC                           |
| 161599               | 2005 SB153 | 25 set 2005 | Kitt Peak        | Spacewatch           | —         | MPC                           |
| 161600               | 2005 TE28  | 1 out 2005  | Kitt Peak        | Spacewatch           | —         | MPC                           |

## 161601–161700
| Designação          | Designação | Descoberta  | Descoberta    | Descobridor(es)     | Categoria | Mais informações / Referência |
| Permanente          | Provisória | Data        | Local         | Descobridor(es)     | Categoria | Mais informações / Referência |
| ------------------- | ---------- | ----------- | ------------- | ------------------- | --------- | ----------------------------- |
| 161601              | 2005 TU75  | 3 out 2005  | Catalina      | CSS                 | —         | MPC                           |
| 161602              | 2005 TQ129 | 7 out 2005  | Kitt Peak     | Spacewatch          | —         | MPC                           |
| 161603              | 2005 TY166 | 9 out 2005  | Kitt Peak     | Spacewatch          | —         | MPC                           |
| 161604              | 2005 TU174 | 1 out 2005  | Anderson Mesa | LONEOS              | —         | MPC                           |
| 161605              | 2005 TR191 | 1 out 2005  | Catalina      | CSS                 | —         | MPC                           |
| 161606              | 2005 UR38  | 24 out 2005 | Kitt Peak     | Spacewatch          | Juno      | MPC                           |
| 161607              | 2005 UW54  | 23 out 2005 | Catalina      | CSS                 | —         | MPC                           |
| 161608              | 2005 UZ68  | 23 out 2005 | Catalina      | CSS                 | —         | MPC                           |
| 161609              | 2005 UA83  | 22 out 2005 | Kitt Peak     | Spacewatch          | —         | MPC                           |
| 161610              | 2005 UN88  | 22 out 2005 | Kitt Peak     | Spacewatch          | —         | MPC                           |
| 161611              | 2005 UR110 | 22 out 2005 | Kitt Peak     | Spacewatch          | —         | MPC                           |
| 161612              | 2005 UQ127 | 24 out 2005 | Kitt Peak     | Spacewatch          | —         | MPC                           |
| 161613              | 2005 UE274 | 24 out 2005 | Palomar       | NEAT                | —         | MPC                           |
| 161614              | 2005 UG427 | 28 out 2005 | Kitt Peak     | Spacewatch          | —         | MPC                           |
| 161615              | 2005 UQ440 | 29 out 2005 | Catalina      | CSS                 | —         | MPC                           |
| 161616              | 2005 UB497 | 27 out 2005 | Palomar       | NEAT                | —         | MPC                           |
| 161617              | 2005 UJ513 | 23 out 2005 | Catalina      | CSS                 | Brangane  | MPC                           |
| 161618              | 2005 VH117 | 11 nov 2005 | Kitt Peak     | Spacewatch          | —         | MPC                           |
| 161619              | 2005 VH120 | 5 nov 2005  | Kitt Peak     | Spacewatch          | —         | MPC                           |
| 161620              | 2005 WV57  | 25 nov 2005 | Catalina      | CSS                 | —         | MPC                           |
| 161621              | 2005 WM92  | 25 nov 2005 | Mount Lemmon  | Mount Lemmon Survey | —         | MPC                           |
| 161622              | 2005 WM115 | 29 nov 2005 | Mount Lemmon  | Mount Lemmon Survey | —         | MPC                           |
| 161623              | 2005 WF158 | 26 nov 2005 | Mount Lemmon  | Mount Lemmon Survey | —         | MPC                           |
| 161624              | 2005 WB202 | 29 nov 2005 | Kitt Peak     | Spacewatch          | —         | MPC                           |
| 161625              | 2005 YJ7   | 22 dez 2005 | Catalina      | CSS                 | Eos       | MPC                           |
| 161626              | 2005 YD8   | 22 dez 2005 | Kitt Peak     | Spacewatch          | —         | MPC                           |
| 161627              | 2005 YH8   | 22 dez 2005 | Kitt Peak     | Spacewatch          | —         | MPC                           |
| 161628              | 2005 YW29  | 25 dez 2005 | Kitt Peak     | Spacewatch          | —         | MPC                           |
| 161629              | 2005 YL47  | 25 dez 2005 | Catalina      | CSS                 | —         | MPC                           |
| 161630              | 2005 YP93  | 27 dez 2005 | Catalina      | CSS                 | Juno      | MPC                           |
| 161631              | 2005 YS130 | 25 dez 2005 | Kitt Peak     | Spacewatch          | —         | MPC                           |
| 161632              | 2005 YB244 | 30 dez 2005 | Kitt Peak     | Spacewatch          | —         | MPC                           |
| 161633              | 2005 YL247 | 30 dez 2005 | Mount Lemmon  | Mount Lemmon Survey | —         | MPC                           |
| 161634              | 2005 YN277 | 25 dez 2005 | Kitt Peak     | Spacewatch          | —         | MPC                           |
| 161635              | 2005 YU290 | 25 dez 2005 | Mount Lemmon  | Mount Lemmon Survey | —         | MPC                           |
| 161636              | 2006 AR50  | 5 jan 2006  | Kitt Peak     | Spacewatch          | —         | MPC                           |
| 161637              | 2006 AM58  | 8 jan 2006  | Kitt Peak     | Spacewatch          | Chimaera  | MPC                           |
| 161638              | 2006 AA68  | 5 jan 2006  | Mount Lemmon  | Mount Lemmon Survey | —         | MPC                           |
| 161639              | 2006 AS78  | 4 jan 2006  | Kitt Peak     | Spacewatch          | —         | MPC                           |
| 161640              | 2006 BJ5   | 21 jan 2006 | Mount Lemmon  | Mount Lemmon Survey | —         | MPC                           |
| 161641              | 2006 BE11  | 20 jan 2006 | Kitt Peak     | Spacewatch          | —         | MPC                           |
| 161642              | 2006 BZ21  | 22 jan 2006 | Mount Lemmon  | Mount Lemmon Survey | —         | MPC                           |
| 161643              | 2006 BS25  | 23 jan 2006 | Mount Lemmon  | Mount Lemmon Survey | —         | MPC                           |
| 161644              | 2006 BC30  | 20 jan 2006 | Kitt Peak     | Spacewatch          | —         | MPC                           |
| 161645              | 2006 BO40  | 21 jan 2006 | Kitt Peak     | Spacewatch          | —         | MPC                           |
| 161646              | 2006 BL56  | 21 jan 2006 | Mount Lemmon  | Mount Lemmon Survey | —         | MPC                           |
| 161647              | 2006 BO69  | 23 jan 2006 | Kitt Peak     | Spacewatch          | —         | MPC                           |
| 161648              | 2006 BH87  | 25 jan 2006 | Kitt Peak     | Spacewatch          | —         | MPC                           |
| 161649              | 2006 BR95  | 26 jan 2006 | Kitt Peak     | Spacewatch          | —         | MPC                           |
| 161650              | 2006 BM97  | 26 jan 2006 | Mount Lemmon  | Mount Lemmon Survey | —         | MPC                           |
| 161651              | 2006 BJ175 | 27 jan 2006 | Kitt Peak     | Spacewatch          | —         | MPC                           |
| 161652              | 2006 BC181 | 27 jan 2006 | Mount Lemmon  | Mount Lemmon Survey | —         | MPC                           |
| 161653              | 2006 BB206 | 31 jan 2006 | Mount Lemmon  | Mount Lemmon Survey | —         | MPC                           |
| 161654              | 2006 BE211 | 31 jan 2006 | Kitt Peak     | Spacewatch          | —         | MPC                           |
| 161655              | 2006 BZ234 | 31 jan 2006 | Kitt Peak     | Spacewatch          | —         | MPC                           |
| 161656              | 2006 BG251 | 31 jan 2006 | Kitt Peak     | Spacewatch          | Mitidika  | MPC                           |
| 161657              | 2006 BM268 | 27 jan 2006 | Catalina      | CSS                 | —         | MPC                           |
| 161658              | 2006 BS269 | 28 jan 2006 | Anderson Mesa | LONEOS              | —         | MPC                           |
| 161659              | 2006 CB23  | 1 fev 2006  | Kitt Peak     | Spacewatch          | —         | MPC                           |
| 161660              | 2006 CW34  | 2 fev 2006  | Mount Lemmon  | Mount Lemmon Survey | —         | MPC                           |
| 161661              | 2006 CN59  | 6 fev 2006  | Mount Lemmon  | Mount Lemmon Survey | Mitidika  | MPC                           |
| 161662              | 2006 CV59  | 6 fev 2006  | Mount Lemmon  | Mount Lemmon Survey | —         | MPC                           |
| 161663              | 2006 DM3   | 20 fev 2006 | Catalina      | CSS                 | —         | MPC                           |
| 161664              | 2006 DM16  | 20 fev 2006 | Kitt Peak     | Spacewatch          | —         | MPC                           |
| 161665              | 2006 DS48  | 21 fev 2006 | Catalina      | CSS                 | —         | MPC                           |
| 161666              | 2006 DN59  | 24 fev 2006 | Mount Lemmon  | Mount Lemmon Survey | —         | MPC                           |
| 161667              | 2006 DD71  | 21 fev 2006 | Mount Lemmon  | Mount Lemmon Survey | —         | MPC                           |
| 161668              | 2006 DS79  | 24 fev 2006 | Kitt Peak     | Spacewatch          | Mitidika  | MPC                           |
| 161669              | 2006 DL83  | 24 fev 2006 | Kitt Peak     | Spacewatch          | —         | MPC                           |
| 161670              | 2006 DP88  | 24 fev 2006 | Kitt Peak     | Spacewatch          | Mitidika  | MPC                           |
| 161671              | 2006 DT90  | 24 fev 2006 | Kitt Peak     | Spacewatch          | —         | MPC                           |
| 161672              | 2006 DB107 | 25 fev 2006 | Mount Lemmon  | Mount Lemmon Survey | —         | MPC                           |
| 161673              | 2006 DH211 | 24 fev 2006 | Kitt Peak     | Spacewatch          | —         | MPC                           |
| 161674              | 2006 EM53  | 2 mar 2006  | Kitt Peak     | Spacewatch          | —         | MPC                           |
| 161675              | 2006 FU1   | 22 mar 2006 | Catalina      | CSS                 | —         | MPC                           |
| 161676              | 2006 FQ4   | 23 mar 2006 | Kitt Peak     | Spacewatch          | —         | MPC                           |
| 161677              | 2006 FM13  | 23 mar 2006 | Kitt Peak     | Spacewatch          | —         | MPC                           |
| 161678              | 2006 FK17  | 23 mar 2006 | Mount Lemmon  | Mount Lemmon Survey | —         | MPC                           |
| 161679              | 2006 FY46  | 23 mar 2006 | Catalina      | CSS                 | Eos       | MPC                           |
| 161680              | 2006 GD15  | 2 abr 2006  | Kitt Peak     | Spacewatch          | Ursula    | MPC                           |
| 161681              | 2006 GK24  | 2 abr 2006  | Kitt Peak     | Spacewatch          | Mitidika  | MPC                           |
| 161682              | 2006 GP33  | 7 abr 2006  | Mount Lemmon  | Mount Lemmon Survey | Chloris   | MPC                           |
| 161683              | 2006 GY42  | 12 abr 2006 | Palomar       | NEAT                | —         | MPC                           |
| 161684              | 2006 GD50  | 8 abr 2006  | Siding Spring | SSS                 | —         | MPC                           |
| 161685              | 2006 GD52  | 9 abr 2006  | Catalina      | CSS                 | —         | MPC                           |
| 161686              | 2006 HX16  | 19 abr 2006 | Anderson Mesa | LONEOS              | —         | MPC                           |
| 161687              | 2006 HC17  | 20 abr 2006 | Kitt Peak     | Spacewatch          | —         | MPC                           |
| 161688              | 2006 HX24  | 20 abr 2006 | Kitt Peak     | Spacewatch          | Brangane  | MPC                           |
| 161689              | 2006 HD30  | 19 abr 2006 | Catalina      | CSS                 | —         | MPC                           |
| 161690              | 2006 HF32  | 19 abr 2006 | Kitt Peak     | Spacewatch          | —         | MPC                           |
| 161691              | 2006 HX41  | 21 abr 2006 | Kitt Peak     | Spacewatch          | Eos       | MPC                           |
| 161692              | 2006 HS44  | 24 abr 2006 | Mount Lemmon  | Mount Lemmon Survey | —         | MPC                           |
| 161693 Attilladanko | 2006 HL46  | 26 abr 2006 | RAS           | A. Lowe             | —         | MPC                           |
| 161694              | 2006 HV52  | 19 abr 2006 | Anderson Mesa | LONEOS              | —         | MPC                           |
| 161695              | 2006 HL81  | 26 abr 2006 | Kitt Peak     | Spacewatch          | Brangane  | MPC                           |
| 161696              | 2006 HR83  | 26 abr 2006 | Kitt Peak     | Spacewatch          | —         | MPC                           |
| 161697              | 2006 HZ104 | 19 abr 2006 | Catalina      | CSS                 | —         | MPC                           |
| 161698              | 2006 HL120 | 30 abr 2006 | Kitt Peak     | Spacewatch          | —         | MPC                           |
| 161699 Lisahardaway | 2006 HR140 | 26 abr 2006 | Cerro Tololo  | M. W. Buie          | —         | MPC                           |
| 161700              | 2006 JK32  | 3 mai 2006  | Kitt Peak     | Spacewatch          | —         | MPC                           |

## 161701–161800
| Designação      | Designação | Descoberta  | Descoberta        | Descobridor(es)      | Categoria | Mais informações / Referência |
| Permanente      | Provisória | Data        | Local             | Descobridor(es)      | Categoria | Mais informações / Referência |
| --------------- | ---------- | ----------- | ----------------- | -------------------- | --------- | ----------------------------- |
| 161701          | 2006 JW41  | 7 mai 2006  | Kitt Peak         | Spacewatch           | Vesta     | MPC                           |
| 161702          | 2006 JZ46  | 5 mai 2006  | Anderson Mesa     | LONEOS               | Brangane  | MPC                           |
| 161703          | 2006 JH52  | 5 mai 2006  | Anderson Mesa     | LONEOS               | —         | MPC                           |
| 161704          | 2006 JL55  | 1 mai 2006  | Catalina          | CSS                  | —         | MPC                           |
| 161705          | 2006 KJ    | 16 mai 2006 | Palomar           | NEAT                 | —         | MPC                           |
| 161706          | 2006 KG2   | 17 mai 2006 | Siding Spring     | SSS                  | —         | MPC                           |
| 161707          | 2006 KY2   | 18 mai 2006 | Palomar           | NEAT                 | —         | MPC                           |
| 161708          | 2006 KX37  | 24 mai 2006 | Mount Lemmon      | Mount Lemmon Survey  | —         | MPC                           |
| 161709          | 2006 KJ48  | 21 mai 2006 | Kitt Peak         | Spacewatch           | —         | MPC                           |
| 161710          | 2006 KV75  | 24 mai 2006 | Palomar           | NEAT                 | —         | MPC                           |
| 161711          | 2006 KU88  | 26 mai 2006 | Kitt Peak         | Spacewatch           | —         | MPC                           |
| 161712          | 2006 KF91  | 24 mai 2006 | Mount Lemmon      | Mount Lemmon Survey  | —         | MPC                           |
| 161713          | 2006 KJ109 | 31 mai 2006 | Mount Lemmon      | Mount Lemmon Survey  | —         | MPC                           |
| 161714          | 2006 MH    | 16 jun 2006 | Kitt Peak         | Spacewatch           | —         | MPC                           |
| 161715 Wenchuan | 2006 MZ12  | 23 jun 2006 | Lulin Observatory | Q.-z. Ye, T.-C. Yang | —         | MPC                           |
| 161716          | 2006 OS15  | 26 jul 2006 | Siding Spring     | SSS                  | Juno      | MPC                           |
| 161717          | 2006 PL23  | 12 ago 2006 | Palomar           | NEAT                 | Vesta     | MPC                           |
| 161718          | 2006 QP28  | 21 ago 2006 | Kitt Peak         | Spacewatch           | —         | MPC                           |
| 161719          | 2006 QM123 | 29 ago 2006 | Catalina          | CSS                  | —         | MPC                           |
| 161720          | 2006 QK126 | 16 ago 2006 | Palomar           | NEAT                 | —         | MPC                           |
| 161721          | 2006 RF11  | 12 set 2006 | Catalina          | CSS                  | Phocaea   | MPC                           |
| 161722          | 2006 RH20  | 15 set 2006 | Socorro           | LINEAR               | —         | MPC                           |
| 161723          | 2006 RT21  | 15 set 2006 | Kitt Peak         | Spacewatch           | Ursula    | MPC                           |
| 161724          | 2006 RB48  | 14 set 2006 | Catalina          | CSS                  | —         | MPC                           |
| 161725          | 2006 RK48  | 14 set 2006 | Catalina          | CSS                  | —         | MPC                           |
| 161726          | 2006 RB102 | 15 set 2006 | Kitt Peak         | Spacewatch           | —         | MPC                           |
| 161727          | 2006 SW7   | 16 set 2006 | Socorro           | LINEAR               | —         | MPC                           |
| 161728          | 2006 SQ20  | 18 set 2006 | Goodricke-Pigott  | R. A. Tucker         | —         | MPC                           |
| 161729          | 2006 SZ23  | 18 set 2006 | Catalina          | CSS                  | —         | MPC                           |
| 161730          | 2006 SE27  | 16 set 2006 | Catalina          | CSS                  | —         | MPC                           |
| 161731          | 2006 SG36  | 17 set 2006 | Anderson Mesa     | LONEOS               | Brangane  | MPC                           |
| 161732          | 2006 SV42  | 18 set 2006 | Catalina          | CSS                  | —         | MPC                           |
| 161733          | 2006 ST44  | 17 set 2006 | Anderson Mesa     | LONEOS               | —         | MPC                           |
| 161734          | 2006 SP83  | 18 set 2006 | Kitt Peak         | Spacewatch           | —         | MPC                           |
| 161735          | 2006 SC87  | 18 set 2006 | Kitt Peak         | Spacewatch           | —         | MPC                           |
| 161736          | 2006 SA121 | 18 set 2006 | Catalina          | CSS                  | —         | MPC                           |
| 161737          | 2006 SR121 | 18 set 2006 | Catalina          | CSS                  | —         | MPC                           |
| 161738          | 2006 SD126 | 20 set 2006 | Socorro           | LINEAR               | —         | MPC                           |
| 161739          | 2006 SL126 | 21 set 2006 | Anderson Mesa     | LONEOS               | —         | MPC                           |
| 161740          | 2006 SE154 | 20 set 2006 | Palomar           | NEAT                 | —         | MPC                           |
| 161741          | 2006 SU207 | 25 set 2006 | Kitt Peak         | Spacewatch           | —         | MPC                           |
| 161742          | 2006 SV238 | 26 set 2006 | Kitt Peak         | Spacewatch           | —         | MPC                           |
| 161743          | 2006 SR253 | 26 set 2006 | Mount Lemmon      | Mount Lemmon Survey  | —         | MPC                           |
| 161744          | 2006 SK259 | 26 set 2006 | Kitt Peak         | Spacewatch           | Mitidika  | MPC                           |
| 161745          | 2006 SV262 | 26 set 2006 | Mount Lemmon      | Mount Lemmon Survey  | —         | MPC                           |
| 161746          | 2006 SF267 | 26 set 2006 | Kitt Peak         | Spacewatch           | Pallas    | MPC                           |
| 161747          | 2006 SY272 | 27 set 2006 | Socorro           | LINEAR               | —         | MPC                           |
| 161748          | 2006 SR274 | 27 set 2006 | Mount Lemmon      | Mount Lemmon Survey  | —         | MPC                           |
| 161749          | 2006 ST274 | 27 set 2006 | Mount Lemmon      | Mount Lemmon Survey  | —         | MPC                           |
| 161750          | 2006 SQ285 | 25 set 2006 | Mount Lemmon      | Mount Lemmon Survey  | —         | MPC                           |
| 161751          | 2006 SU287 | 22 set 2006 | Catalina          | CSS                  | —         | MPC                           |
| 161752          | 2006 SX289 | 26 set 2006 | Siding Spring     | SSS                  | Juno      | MPC                           |
| 161753          | 2006 SW327 | 27 set 2006 | Kitt Peak         | Spacewatch           | —         | MPC                           |
| 161754          | 2006 SJ354 | 30 set 2006 | Catalina          | CSS                  | —         | MPC                           |
| 161755          | 2006 SQ354 | 30 set 2006 | Mount Lemmon      | Mount Lemmon Survey  | —         | MPC                           |
| 161756          | 2006 SB360 | 30 set 2006 | Catalina          | CSS                  | —         | MPC                           |
| 161757          | 2006 TH    | 2 out 2006  | RAS               | A. Lowe              | —         | MPC                           |
| 161758          | 2006 TL18  | 11 out 2006 | Kitt Peak         | Spacewatch           | —         | MPC                           |
| 161759          | 2006 TO20  | 11 out 2006 | Kitt Peak         | Spacewatch           | —         | MPC                           |
| 161760          | 2006 TU25  | 12 out 2006 | Kitt Peak         | Spacewatch           | —         | MPC                           |
| 161761          | 2006 TK26  | 12 out 2006 | Kitt Peak         | Spacewatch           | —         | MPC                           |
| 161762          | 2006 TQ29  | 12 out 2006 | Kitt Peak         | Spacewatch           | —         | MPC                           |
| 161763          | 2006 TO30  | 12 out 2006 | Kitt Peak         | Spacewatch           | —         | MPC                           |
| 161764          | 2006 TV49  | 12 out 2006 | Palomar           | NEAT                 | Brangane  | MPC                           |
| 161765          | 2006 TH55  | 12 out 2006 | Palomar           | NEAT                 | —         | MPC                           |
| 161766          | 2006 TC56  | 13 out 2006 | Kitt Peak         | Spacewatch           | —         | MPC                           |
| 161767          | 2006 TW62  | 10 out 2006 | Palomar           | NEAT                 | —         | MPC                           |
| 161768          | 2006 TA64  | 10 out 2006 | Palomar           | NEAT                 | —         | MPC                           |
| 161769          | 2006 TP67  | 11 out 2006 | Kitt Peak         | Spacewatch           | —         | MPC                           |
| 161770          | 2006 TK73  | 11 out 2006 | Palomar           | NEAT                 | —         | MPC                           |
| 161771          | 2006 TY86  | 13 out 2006 | Kitt Peak         | Spacewatch           | —         | MPC                           |
| 161772          | 2006 TG89  | 13 out 2006 | Kitt Peak         | Spacewatch           | —         | MPC                           |
| 161773          | 2006 TG90  | 13 out 2006 | Kitt Peak         | Spacewatch           | —         | MPC                           |
| 161774          | 2006 TU91  | 13 out 2006 | Kitt Peak         | Spacewatch           | —         | MPC                           |
| 161775          | 2006 TG108 | 1 out 2006  | Siding Spring     | SSS                  | —         | MPC                           |
| 161776          | 2006 UJ7   | 16 out 2006 | Catalina          | CSS                  | —         | MPC                           |
| 161777          | 2006 UE11  | 17 out 2006 | Mount Lemmon      | Mount Lemmon Survey  | —         | MPC                           |
| 161778          | 2006 US27  | 16 out 2006 | Kitt Peak         | Spacewatch           | —         | MPC                           |
| 161779          | 2006 UN50  | 17 out 2006 | Kitt Peak         | Spacewatch           | —         | MPC                           |
| 161780          | 2006 UQ70  | 16 out 2006 | Catalina          | CSS                  | —         | MPC                           |
| 161781          | 2006 UX108 | 18 out 2006 | Kitt Peak         | Spacewatch           | —         | MPC                           |
| 161782          | 2006 UJ112 | 19 out 2006 | Kitt Peak         | Spacewatch           | —         | MPC                           |
| 161783          | 2006 UB132 | 19 out 2006 | Catalina          | CSS                  | —         | MPC                           |
| 161784          | 2006 UZ138 | 19 out 2006 | Kitt Peak         | Spacewatch           | —         | MPC                           |
| 161785          | 2006 UR179 | 16 out 2006 | Catalina          | CSS                  | —         | MPC                           |
| 161786          | 2006 UK189 | 19 out 2006 | Catalina          | CSS                  | —         | MPC                           |
| 161787          | 2006 UA192 | 19 out 2006 | Catalina          | CSS                  | —         | MPC                           |
| 161788          | 2006 UR208 | 23 out 2006 | Kitt Peak         | Spacewatch           | —         | MPC                           |
| 161789          | 2006 UW255 | 27 out 2006 | Mount Lemmon      | Mount Lemmon Survey  | —         | MPC                           |
| 161790          | 2006 UK261 | 28 out 2006 | Kitt Peak         | Spacewatch           | —         | MPC                           |
| 161791          | 2006 UM261 | 28 out 2006 | Catalina          | CSS                  | —         | MPC                           |
| 161792          | 2006 UO274 | 28 out 2006 | Kitt Peak         | Spacewatch           | —         | MPC                           |
| 161793          | 2006 UT286 | 28 out 2006 | Mount Lemmon      | Mount Lemmon Survey  | —         | MPC                           |
| 161794          | 2006 UE287 | 28 out 2006 | Kitt Peak         | Spacewatch           | —         | MPC                           |
| 161795          | 2006 VJ29  | 10 nov 2006 | Kitt Peak         | Spacewatch           | —         | MPC                           |
| 161796          | 2006 VT34  | 11 nov 2006 | Catalina          | CSS                  | —         | MPC                           |
| 161797          | 2006 VL45  | 2 nov 2006  | Catalina          | CSS                  | —         | MPC                           |
| 161798          | 2006 VN48  | 10 nov 2006 | Socorro           | LINEAR               | —         | MPC                           |
| 161799          | 2006 VT51  | 10 nov 2006 | Kitt Peak         | Spacewatch           | —         | MPC                           |
| 161800          | 2006 VJ63  | 11 nov 2006 | Kitt Peak         | Spacewatch           | —         | MPC                           |

## 161801–161900
| Designação | Designação | Descoberta  | Descoberta       | Descobridor(es)              | Categoria | Mais informações / Referência |
| Permanente | Provisória | Data        | Local            | Descobridor(es)              | Categoria | Mais informações / Referência |
| ---------- | ---------- | ----------- | ---------------- | ---------------------------- | --------- | ----------------------------- |
| 161801     | 2006 VS64  | 11 nov 2006 | Kitt Peak        | Spacewatch                   | —         | MPC                           |
| 161802     | 2006 VN75  | 11 nov 2006 | Kitt Peak        | Spacewatch                   | —         | MPC                           |
| 161803     | 2006 VL85  | 13 nov 2006 | Kitt Peak        | Spacewatch                   | —         | MPC                           |
| 161804     | 2006 VO87  | 14 nov 2006 | Catalina         | CSS                          | —         | MPC                           |
| 161805     | 2006 VQ89  | 14 nov 2006 | Kitt Peak        | Spacewatch                   | —         | MPC                           |
| 161806     | 2006 VZ92  | 15 nov 2006 | Mount Lemmon     | Mount Lemmon Survey          | —         | MPC                           |
| 161807     | 2006 VS96  | 10 nov 2006 | Kitt Peak        | Spacewatch                   | Mitidika  | MPC                           |
| 161808     | 2006 VT119 | 14 nov 2006 | Kitt Peak        | Spacewatch                   | Themis    | MPC                           |
| 161809     | 2006 VM144 | 15 nov 2006 | Mount Lemmon     | Mount Lemmon Survey          | —         | MPC                           |
| 161810     | 2006 VO147 | 15 nov 2006 | Catalina         | CSS                          | —         | MPC                           |
| 161811     | 2006 VL168 | 14 nov 2006 | Mount Lemmon     | Mount Lemmon Survey          | —         | MPC                           |
| 161812     | 2006 WV24  | 17 nov 2006 | Mount Lemmon     | Mount Lemmon Survey          | —         | MPC                           |
| 161813     | 2006 WW26  | 18 nov 2006 | Socorro          | LINEAR                       | —         | MPC                           |
| 161814     | 2006 WS27  | 22 nov 2006 | 7300 Observatory | W. K. Y. Yeung               | —         | MPC                           |
| 161815     | 2006 WK30  | 24 nov 2006 | Trois-Rivières   | Cégep de Trois-Rivières Obs. | —         | MPC                           |
| 161816     | 2006 WB45  | 16 nov 2006 | Socorro          | LINEAR                       | —         | MPC                           |
| 161817     | 2006 WL66  | 17 nov 2006 | Mount Lemmon     | Mount Lemmon Survey          | —         | MPC                           |
| 161818     | 2006 WB86  | 18 nov 2006 | Socorro          | LINEAR                       | —         | MPC                           |
| 161819     | 2006 WS86  | 18 nov 2006 | Socorro          | LINEAR                       | —         | MPC                           |
| 161820     | 2006 WG89  | 18 nov 2006 | Socorro          | LINEAR                       | —         | MPC                           |
| 161821     | 2006 WP101 | 19 nov 2006 | Catalina         | CSS                          | —         | MPC                           |
| 161822     | 2006 WO103 | 19 nov 2006 | Kitt Peak        | Spacewatch                   | —         | MPC                           |
| 161823     | 2006 WG104 | 19 nov 2006 | Kitt Peak        | Spacewatch                   | —         | MPC                           |
| 161824     | 2006 WN131 | 17 nov 2006 | Kitt Peak        | Spacewatch                   | —         | MPC                           |
| 161825     | 2006 WE135 | 18 nov 2006 | Socorro          | LINEAR                       | —         | MPC                           |
| 161826     | 2006 WX148 | 20 nov 2006 | Kitt Peak        | Spacewatch                   | —         | MPC                           |
| 161827     | 2006 WX151 | 21 nov 2006 | Socorro          | LINEAR                       | —         | MPC                           |
| 161828     | 2006 WF178 | 23 nov 2006 | Mount Lemmon     | Mount Lemmon Survey          | —         | MPC                           |
| 161829     | 2006 XQ8   | 9 dez 2006  | Palomar          | NEAT                         | —         | MPC                           |
| 161830     | 2006 XZ25  | 12 dez 2006 | Catalina         | CSS                          | Ursula    | MPC                           |
| 161831     | 2006 XZ32  | 10 dez 2006 | Kitt Peak        | Spacewatch                   | —         | MPC                           |
| 161832     | 2006 XV36  | 11 dez 2006 | Kitt Peak        | Spacewatch                   | —         | MPC                           |
| 161833     | 2006 XC49  | 13 dez 2006 | Mount Lemmon     | Mount Lemmon Survey          | —         | MPC                           |
| 161834     | 2006 XU50  | 13 dez 2006 | Mount Lemmon     | Mount Lemmon Survey          | —         | MPC                           |
| 161835     | 2006 XY50  | 13 dez 2006 | Mount Lemmon     | Mount Lemmon Survey          | —         | MPC                           |
| 161836     | 2006 XX57  | 14 dez 2006 | Socorro          | LINEAR                       | —         | MPC                           |
| 161837     | 2006 XZ63  | 11 dez 2006 | Catalina         | CSS                          | —         | MPC                           |
| 161838     | 2006 XO66  | 13 dez 2006 | Mount Lemmon     | Mount Lemmon Survey          | —         | MPC                           |
| 161839     | 2006 YB7   | 20 dez 2006 | Palomar          | NEAT                         | —         | MPC                           |
| 161840     | 2006 YC16  | 21 dez 2006 | Kitt Peak        | Spacewatch                   | —         | MPC                           |
| 161841     | 2006 YN18  | 23 dez 2006 | Mount Lemmon     | Mount Lemmon Survey          | Brangane  | MPC                           |
| 161842     | 2007 AV7   | 9 jan 2007  | Kitt Peak        | Spacewatch                   | Eunomia   | MPC                           |
| 161843     | 2007 AZ7   | 9 jan 2007  | Palomar          | NEAT                         | —         | MPC                           |
| 161844     | 2007 AZ9   | 8 jan 2007  | Mount Lemmon     | Mount Lemmon Survey          | —         | MPC                           |
| 161845     | 2007 AK18  | 9 jan 2007  | Catalina         | CSS                          | —         | MPC                           |
| 161846     | 2007 AG21  | 10 jan 2007 | Mount Lemmon     | Mount Lemmon Survey          | Mitidika  | MPC                           |
| 161847     | 2007 AP24  | 15 jan 2007 | Catalina         | CSS                          | —         | MPC                           |
| 161848     | 2007 AZ25  | 15 jan 2007 | Anderson Mesa    | LONEOS                       | —         | MPC                           |
| 161849     | 2007 AL27  | 15 jan 2007 | Catalina         | CSS                          | —         | MPC                           |
| 161850     | 2007 BY7   | 24 jan 2007 | RAS              | A. Lowe                      | —         | MPC                           |
| 161851     | 2007 BQ8   | 16 jan 2007 | Catalina         | CSS                          | —         | MPC                           |
| 161852     | 2007 BP18  | 17 jan 2007 | Mount Lemmon     | Mount Lemmon Survey          | —         | MPC                           |
| 161853     | 2007 BR19  | 23 jan 2007 | Anderson Mesa    | LONEOS                       | —         | MPC                           |
| 161854     | 2007 BQ29  | 24 jan 2007 | Socorro          | LINEAR                       | —         | MPC                           |
| 161855     | 2007 BH30  | 24 jan 2007 | Catalina         | CSS                          | Eos       | MPC                           |
| 161856     | 2007 BL40  | 24 jan 2007 | Mount Lemmon     | Mount Lemmon Survey          | —         | MPC                           |
| 161857     | 2007 BU40  | 24 jan 2007 | Mount Lemmon     | Mount Lemmon Survey          | —         | MPC                           |
| 161858     | 2007 BD42  | 24 jan 2007 | Catalina         | CSS                          | —         | MPC                           |
| 161859     | 2007 BN42  | 24 jan 2007 | Catalina         | CSS                          | —         | MPC                           |
| 161860     | 2007 BP43  | 24 jan 2007 | Catalina         | CSS                          | —         | MPC                           |
| 161861     | 2007 BX44  | 25 jan 2007 | Catalina         | CSS                          | —         | MPC                           |
| 161862     | 2007 BJ49  | 17 jan 2007 | Kitt Peak        | Spacewatch                   | Eos       | MPC                           |
| 161863     | 2007 BP50  | 23 jan 2007 | Socorro          | LINEAR                       | —         | MPC                           |
| 161864     | 2007 BE53  | 24 jan 2007 | Kitt Peak        | Spacewatch                   | —         | MPC                           |
| 161865     | 2007 BX59  | 26 jan 2007 | Anderson Mesa    | LONEOS                       | —         | MPC                           |
| 161866     | 2007 BF70  | 27 jan 2007 | Mount Lemmon     | Mount Lemmon Survey          | —         | MPC                           |
| 161867     | 2007 CD    | 5 fev 2007  | RAS              | A. Lowe                      | Phocaea   | MPC                           |
| 161868     | 2007 CQ    | 5 fev 2007  | Palomar          | NEAT                         | —         | MPC                           |
| 161869     | 2007 CW5   | 8 fev 2007  | RAS              | A. Lowe                      | —         | MPC                           |
| 161870     | 2007 CC7   | 6 fev 2007  | Kitt Peak        | Spacewatch                   | —         | MPC                           |
| 161871     | 2007 CE12  | 6 fev 2007  | Kitt Peak        | Spacewatch                   | —         | MPC                           |
| 161872     | 2007 CM13  | 7 fev 2007  | Mount Lemmon     | Mount Lemmon Survey          | —         | MPC                           |
| 161873     | 2007 CG15  | 7 fev 2007  | Catalina         | CSS                          | —         | MPC                           |
| 161874     | 2007 CS22  | 6 fev 2007  | Palomar          | NEAT                         | —         | MPC                           |
| 161875     | 2007 CK25  | 8 fev 2007  | Kitt Peak        | Spacewatch                   | —         | MPC                           |
| 161876     | 2007 CW28  | 6 fev 2007  | Palomar          | NEAT                         | —         | MPC                           |
| 161877     | 2007 CR34  | 6 fev 2007  | Palomar          | NEAT                         | —         | MPC                           |
| 161878     | 2007 CL36  | 6 fev 2007  | Mount Lemmon     | Mount Lemmon Survey          | —         | MPC                           |
| 161879     | 2007 CT40  | 7 fev 2007  | Kitt Peak        | Spacewatch                   | —         | MPC                           |
| 161880     | 2007 CP44  | 8 fev 2007  | Palomar          | NEAT                         | —         | MPC                           |
| 161881     | 2007 CS45  | 8 fev 2007  | Palomar          | NEAT                         | —         | MPC                           |
| 161882     | 2007 CM46  | 8 fev 2007  | Mount Lemmon     | Mount Lemmon Survey          | —         | MPC                           |
| 161883     | 2007 CU46  | 8 fev 2007  | Palomar          | NEAT                         | —         | MPC                           |
| 161884     | 2007 CD54  | 10 fev 2007 | Catalina         | CSS                          | —         | MPC                           |
| 161885     | 2007 CF56  | 15 fev 2007 | Catalina         | CSS                          | —         | MPC                           |
| 161886     | 2007 CO58  | 10 fev 2007 | Palomar          | NEAT                         | —         | MPC                           |
| 161887     | 2007 CG59  | 10 fev 2007 | Catalina         | CSS                          | —         | MPC                           |
| 161888     | 2007 CP62  | 13 fev 2007 | Socorro          | LINEAR                       | —         | MPC                           |
| 161889     | 2007 DP3   | 16 fev 2007 | Mount Lemmon     | Mount Lemmon Survey          | —         | MPC                           |
| 161890     | 2007 DT3   | 16 fev 2007 | Mount Lemmon     | Mount Lemmon Survey          | —         | MPC                           |
| 161891     | 2007 DW10  | 17 fev 2007 | Kitt Peak        | Spacewatch                   | —         | MPC                           |
| 161892     | 2007 DK19  | 17 fev 2007 | Kitt Peak        | Spacewatch                   | —         | MPC                           |
| 161893     | 2007 DJ23  | 17 fev 2007 | Kitt Peak        | Spacewatch                   | —         | MPC                           |
| 161894     | 2007 DZ29  | 17 fev 2007 | Kitt Peak        | Spacewatch                   | —         | MPC                           |
| 161895     | 2007 DV30  | 17 fev 2007 | Kitt Peak        | Spacewatch                   | —         | MPC                           |
| 161896     | 2007 DE34  | 17 fev 2007 | Kitt Peak        | Spacewatch                   | —         | MPC                           |
| 161897     | 2007 DQ41  | 21 fev 2007 | Mount Lemmon     | Mount Lemmon Survey          | —         | MPC                           |
| 161898     | 2007 DS44  | 17 fev 2007 | Palomar          | NEAT                         | —         | MPC                           |
| 161899     | 2007 DZ44  | 19 fev 2007 | Mount Lemmon     | Mount Lemmon Survey          | —         | MPC                           |
| 161900     | 2007 DF47  | 21 fev 2007 | Mount Lemmon     | Mount Lemmon Survey          | Mitidika  | MPC                           |

## 161901–162000
| Designação     | Designação | Descoberta  | Descoberta     | Descobridor(es)            | Categoria | Mais informações / Referência |
| Permanente     | Provisória | Data        | Local          | Descobridor(es)            | Categoria | Mais informações / Referência |
| -------------- | ---------- | ----------- | -------------- | -------------------------- | --------- | ----------------------------- |
| 161901         | 2007 DD51  | 17 fev 2007 | Socorro        | LINEAR                     | —         | MPC                           |
| 161902         | 2007 DG52  | 17 fev 2007 | Mount Lemmon   | Mount Lemmon Survey        | —         | MPC                           |
| 161903         | 2007 DK54  | 21 fev 2007 | Kitt Peak      | Spacewatch                 | —         | MPC                           |
| 161904         | 2007 DU54  | 21 fev 2007 | Kitt Peak      | Spacewatch                 | —         | MPC                           |
| 161905         | 2007 DN59  | 22 fev 2007 | Kitt Peak      | Spacewatch                 | —         | MPC                           |
| 161906         | 2007 DW59  | 22 fev 2007 | Anderson Mesa  | LONEOS                     | —         | MPC                           |
| 161907         | 2007 DL60  | 21 fev 2007 | Socorro        | LINEAR                     | —         | MPC                           |
| 161908         | 2007 DD79  | 23 fev 2007 | Kitt Peak      | Spacewatch                 | —         | MPC                           |
| 161909         | 2007 DO82  | 23 fev 2007 | Catalina       | CSS                        | —         | MPC                           |
| 161910         | 2007 DE86  | 21 fev 2007 | Kitt Peak      | Spacewatch                 | —         | MPC                           |
| 161911         | 2007 DV91  | 23 fev 2007 | Mount Lemmon   | Mount Lemmon Survey        | —         | MPC                           |
| 161912         | 2007 DY97  | 23 fev 2007 | Kitt Peak      | Spacewatch                 | —         | MPC                           |
| 161913         | 2007 EA    | 5 mar 2007  | Piszkéstető    | K. Sárneczky               | —         | MPC                           |
| 161914         | 2007 EE9   | 9 mar 2007  | Mount Lemmon   | Mount Lemmon Survey        | —         | MPC                           |
| 161915         | 2007 EY24  | 10 mar 2007 | Mount Lemmon   | Mount Lemmon Survey        | —         | MPC                           |
| 161916         | 2007 EO34  | 10 mar 2007 | Palomar        | NEAT                       | —         | MPC                           |
| 161917         | 2007 EK36  | 11 mar 2007 | Catalina       | CSS                        | —         | MPC                           |
| 161918         | 2007 EY37  | 11 mar 2007 | Mount Lemmon   | Mount Lemmon Survey        | —         | MPC                           |
| 161919         | 2007 EH48  | 9 mar 2007  | Kitt Peak      | Spacewatch                 | —         | MPC                           |
| 161920         | 2007 EP51  | 10 mar 2007 | Mount Lemmon   | Mount Lemmon Survey        | —         | MPC                           |
| 161921         | 2007 EX56  | 14 mar 2007 | RAS            | A. Lowe                    | —         | MPC                           |
| 161922         | 2007 EA57  | 14 mar 2007 | RAS            | A. Lowe                    | —         | MPC                           |
| 161923         | 2007 EP86  | 13 mar 2007 | Mount Lemmon   | Mount Lemmon Survey        | Mitidika  | MPC                           |
| 161924         | 2007 EZ86  | 13 mar 2007 | Catalina       | CSS                        | —         | MPC                           |
| 161925         | 2007 EM101 | 11 mar 2007 | Kitt Peak      | Spacewatch                 | —         | MPC                           |
| 161926         | 2007 EX108 | 11 mar 2007 | Kitt Peak      | Spacewatch                 | —         | MPC                           |
| 161927         | 2007 EU119 | 13 mar 2007 | Mount Lemmon   | Mount Lemmon Survey        | —         | MPC                           |
| 161928         | 2007 EB133 | 9 mar 2007  | Mount Lemmon   | Mount Lemmon Survey        | —         | MPC                           |
| 161929         | 2007 ET133 | 9 mar 2007  | Mount Lemmon   | Mount Lemmon Survey        | —         | MPC                           |
| 161930         | 2007 EG161 | 14 mar 2007 | Siding Spring  | SSS                        | —         | MPC                           |
| 161931         | 2007 EK171 | 11 mar 2007 | Catalina       | CSS                        | —         | MPC                           |
| 161932         | 2007 EU172 | 14 mar 2007 | Kitt Peak      | Spacewatch                 | —         | MPC                           |
| 161933         | 2007 EB181 | 14 mar 2007 | Kitt Peak      | Spacewatch                 | —         | MPC                           |
| 161934         | 2007 EJ185 | 14 mar 2007 | Mount Lemmon   | Mount Lemmon Survey        | —         | MPC                           |
| 161935         | 2007 EN199 | 10 mar 2007 | Mount Lemmon   | Mount Lemmon Survey        | Mitidika  | MPC                           |
| 161936         | 2007 FX23  | 20 mar 2007 | Kitt Peak      | Spacewatch                 | —         | MPC                           |
| 161937         | 2007 FC34  | 25 mar 2007 | Mount Lemmon   | Mount Lemmon Survey        | —         | MPC                           |
| 161938         | 2007 FB37  | 26 mar 2007 | Kitt Peak      | Spacewatch                 | —         | MPC                           |
| 161939         | 2007 FT38  | 25 mar 2007 | Catalina       | CSS                        | —         | MPC                           |
| 161940         | 2007 FU38  | 26 mar 2007 | Mount Lemmon   | Mount Lemmon Survey        | —         | MPC                           |
| 161941         | 2007 FT43  | 18 mar 2007 | Kitt Peak      | Spacewatch                 | —         | MPC                           |
| 161942         | 2007 GS1   | 10 abr 2007 | RAS            | A. Lowe                    | Phocaea   | MPC                           |
| 161943         | 2007 GF18  | 11 abr 2007 | Catalina       | CSS                        | —         | MPC                           |
| 161944         | 2007 GM20  | 11 abr 2007 | Mount Lemmon   | Mount Lemmon Survey        | —         | MPC                           |
| 161945         | 2007 GP21  | 11 abr 2007 | Mount Lemmon   | Mount Lemmon Survey        | —         | MPC                           |
| 161946         | 2007 GX23  | 11 abr 2007 | Kitt Peak      | Spacewatch                 | —         | MPC                           |
| 161947         | 2007 GD25  | 12 abr 2007 | Siding Spring  | SSS                        | —         | MPC                           |
| 161948         | 2007 GU29  | 13 abr 2007 | Siding Spring  | SSS                        | —         | MPC                           |
| 161949         | 2007 GF30  | 14 abr 2007 | Kitt Peak      | Spacewatch                 | —         | MPC                           |
| 161950         | 2007 GJ41  | 14 abr 2007 | Kitt Peak      | Spacewatch                 | —         | MPC                           |
| 161951         | 2007 GX47  | 14 abr 2007 | Kitt Peak      | Spacewatch                 | —         | MPC                           |
| 161952         | 2007 GA60  | 15 abr 2007 | Kitt Peak      | Spacewatch                 | —         | MPC                           |
| 161953         | 2007 HD17  | 16 abr 2007 | Catalina       | CSS                        | —         | MPC                           |
| 161954         | 2007 HB18  | 16 abr 2007 | Catalina       | CSS                        | —         | MPC                           |
| 161955         | 2007 HZ26  | 18 abr 2007 | Kitt Peak      | Spacewatch                 | —         | MPC                           |
| 161956         | 2007 HG39  | 20 abr 2007 | Kitt Peak      | Spacewatch                 | —         | MPC                           |
| 161957         | 2007 HR41  | 20 abr 2007 | Mount Lemmon   | Mount Lemmon Survey        | —         | MPC                           |
| 161958         | 2007 HV46  | 20 abr 2007 | Kitt Peak      | Spacewatch                 | —         | MPC                           |
| 161959         | 2007 HH48  | 20 abr 2007 | Kitt Peak      | Spacewatch                 | Mitidika  | MPC                           |
| 161960         | 2007 HA64  | 22 abr 2007 | Mount Lemmon   | Mount Lemmon Survey        | —         | MPC                           |
| 161961         | 2007 HO65  | 22 abr 2007 | Catalina       | CSS                        | —         | MPC                           |
| 161962 Galchyn | 2007 HE84  | 27 abr 2007 | Andrushivka    | Andrushivka Obs.           | —         | MPC                           |
| 161963         | 2007 HU85  | 24 abr 2007 | Kitt Peak      | Spacewatch                 | —         | MPC                           |
| 161964         | 2007 HV85  | 24 abr 2007 | Kitt Peak      | Spacewatch                 | —         | MPC                           |
| 161965         | 2007 HX87  | 26 abr 2007 | Kitt Peak      | Spacewatch                 | Phocaea   | MPC                           |
| 161966         | 2007 JP3   | 6 mai 2007  | Kitt Peak      | Spacewatch                 | —         | MPC                           |
| 161967         | 2007 JE28  | 10 mai 2007 | Kitt Peak      | Spacewatch                 | —         | MPC                           |
| 161968         | 2007 JQ32  | 12 mai 2007 | Kitt Peak      | Spacewatch                 | —         | MPC                           |
| 161969         | 2007 JS32  | 12 mai 2007 | Kitt Peak      | Spacewatch                 | —         | MPC                           |
| 161970         | 2007 JW34  | 10 mai 2007 | Kitt Peak      | Spacewatch                 | —         | MPC                           |
| 161971         | 2007 JN38  | 12 mai 2007 | Mount Lemmon   | Mount Lemmon Survey        | —         | MPC                           |
| 161972         | 2007 JJ40  | 10 mai 2007 | Mount Lemmon   | Mount Lemmon Survey        | —         | MPC                           |
| 161973         | 2007 KJ5   | 24 mai 2007 | Mount Lemmon   | Mount Lemmon Survey        | —         | MPC                           |
| 161974         | 2007 KP7   | 16 mai 2007 | Siding Spring  | SSS                        | —         | MPC                           |
| 161975 Kincsem | 2007 LO    | 8 jun 2007  | Piszkéstető    | K. Sárneczky               | —         | MPC                           |
| 161976         | 2007 LY1   | 7 jun 2007  | Kitt Peak      | Spacewatch                 | —         | MPC                           |
| 161977         | 2007 LE3   | 8 jun 2007  | Catalina       | CSS                        | —         | MPC                           |
| 161978         | 2007 LU16  | 10 jun 2007 | Kitt Peak      | Spacewatch                 | —         | MPC                           |
| 161979         | 2007 MU24  | 23 jun 2007 | Kitt Peak      | Spacewatch                 | —         | MPC                           |
| 161980         | 2007 OR3   | 18 jul 2007 | Chante-Perdrix | Chante-Perdrix Obs.        | —         | MPC                           |
| 161981         | 4745 P-L   | 24 set 1960 | Palomar        | PLS                        | —         | MPC                           |
| 161982         | 6159 P-L   | 24 set 1960 | Palomar        | PLS                        | —         | MPC                           |
| 161983         | 6236 P-L   | 24 set 1960 | Palomar        | PLS                        | —         | MPC                           |
| 161984         | 6515 P-L   | 24 set 1960 | Palomar        | PLS                        | —         | MPC                           |
| 161985         | 1253 T-2   | 29 set 1973 | Palomar        | PLS                        | —         | MPC                           |
| 161986         | 3418 T-2   | 30 set 1973 | Palomar        | PLS                        | —         | MPC                           |
| 161987         | 2026 T-3   | 16 out 1977 | Palomar        | PLS                        | —         | MPC                           |
| 161988         | 4069 T-3   | 16 out 1977 | Palomar        | PLS                        | —         | MPC                           |
| 161989 Cacus   | 1978 CA    | 8 fev 1978  | La Silla       | H.-E. Schuster             | —         | MPC                           |
| 161990         | 1981 EY29  | 2 mar 1981  | Siding Spring  | S. J. Bus                  | —         | MPC                           |
| 161991         | 1981 EU36  | 7 mar 1981  | Siding Spring  | S. J. Bus                  | —         | MPC                           |
| 161992         | 1981 EK38  | 1 mar 1981  | Siding Spring  | S. J. Bus                  | —         | MPC                           |
| 161993         | 1981 EG45  | 1 mar 1981  | Siding Spring  | S. J. Bus                  | —         | MPC                           |
| 161994         | 1981 EK48  | 7 mar 1981  | Siding Spring  | S. J. Bus                  | —         | MPC                           |
| 161995         | 1983 LB    | 13 jun 1983 | Palomar        | S. R. Swanson, E. F. Helin | —         | MPC                           |
| 161996         | 1985 RH3   | 6 set 1985  | La Silla       | H. Debehogne               | —         | MPC                           |
| 161997         | 1987 AN    | 1 jan 1987  | La Silla       | H. U. Nørgaard-Nielsen     | —         | MPC                           |
| 161998         | 1988 PA    | 9 ago 1988  | Palomar        | J. Alu                     | —         | MPC                           |
| 161999         | 1989 RC    | 5 set 1989  | Palomar        | J. Alu, E. F. Helin        | —         | MPC                           |
| 162000         | 1990 OS    | 21 jul 1990 | Palomar        | E. F. Helin                | —         | MPC                           |